# Campionato mondiale di calcio 2022
Il campionato mondiale di calcio 2022 o Coppa del Mondo FIFA Qatar 2022 (in arabo 2022 كأس العالم الفيفا‎?, Kas alʿaalam alFIFA 2022, in inglese FIFA World Cup Qatar 2022), noto anche come Qatar 2022, è stata la ventiduesima edizione della massima competizione per le rappresentative di calcio (squadre comunemente chiamate "nazionali") maschili maggiori delle federazioni sportive affiliate alla FIFA.
Si è svolta in Qatar dal 20 novembre al 18 dicembre 2022. È stato il primo campionato mondiale tenutosi nel Medio Oriente e nel mondo arabo, nonché l'ultima edizione del torneo ad aver previsto la partecipazione di 32 nazionali, poiché dal 2026 il campionato mondiale verrà esteso a 48 partecipanti. Nel luglio 2018 il presidente della FIFA Gianni Infantino non aveva escluso che l'allargamento avrebbe potuto essere anticipato all'edizione 2022, ma l'idea era stata successivamente scartata.
Per la prima volta nella storia del campionato mondiale, la competizione non si è disputata nei mesi di giugno e luglio, come era avvenuto tradizionalmente fino a quel momento, ma in quelli di novembre e dicembre, cioè nel periodo dell'autunno-inverno dell'emisfero boreale. Questa particolarità è stata imposta dal fatto che, svolgendosi la manifestazione in una zona caratterizzata da un clima desertico e fortemente arido, nel periodo estivo le temperature sarebbero state proibitive: nei mesi più caldi, il Qatar tocca di fatti i 50 °C di temperatura percepita e può raggiungere i 40 °C anche di notte a causa dell'umidità relativa.
Nell'atto conclusivo, svoltosi il 18 dicembre allo stadio Iconico di Lusail, si sono affrontate le nazionali di Argentina e Francia, quest'ultima campione del mondo in carica, alla sua seconda finale consecutiva nella competizione. La sfida ha visto la nazionale Albiceleste prevalere per 4-2 ai tiri di rigore dopo che i tempi regolamentari si erano chiusi sul 2-2 e quelli supplementari sul 3-3. L'Argentina è tornata a vincere il campionato mondiale, per la terza volta nella propria storia, a distanza di 36 anni dall'ultimo trionfo. La partita è stata considerata da alcuni osservatori la migliore finale nella storia del campionato mondiale, nonché uno degli incontri calcistici più spettacolari di tutti i tempi. Il terzo posto è stato ottenuto dalla Croazia, al suo secondo podio consecutivo dopo il secondo posto nel 2018, vincitrice della finalina contro il Marocco, quarto classificato e prima nazionale africana a raggiungere tale piazzamento.
Per la prima volta dal 2002, l'edizione è stata vinta da una formazione non europea, oltre a essere la prima a essersi conclusa ai tiri di rigore dal campionato mondiale del 2006, nonché la prima edizione caratterizzata da cinque partite nella fase a eliminazione diretta decise ai tiri di rigore, ovvero due ottavi di finale, due quarti di finale e la finale.

## Scelta della sede

### Criteri di selezione della confederazione
Nell'ottobre 2007 la FIFA aveva abolito la politica di assegnare l'organizzazione dell'evento a rotazione tra le varie confederazioni, stabilendo, invece, a partire dall'edizione 2018, che una confederazione non possa ospitare un campionato mondiale fino alla terza edizione successiva all'ultima disputata in un Paese a essa iscritto, cioè dodici anni. Dopo Sudafrica 2010 e Brasile 2014, non era quindi possibile ospitare i Mondiali 2018 in Sudamerica né in Africa, mentre l'organizzazione del Mondiale 2022 era interdetta alle nazioni affiliate all'UEFA, dopo l'assegnazione alla Russia del torneo 2018.

### Candidature
La procedura per candidarsi a ospitare i mondiali di calcio per le edizioni del 2018 e del 2022 iniziò nel gennaio 2009; le federazioni nazionali ebbero tempo fino al 2 febbraio 2009 per candidarsi ufficialmente. Inizialmente, undici nazioni presentarono la loro candidatura per ospitare l'edizione del 2018. In seguito, il Messico si ritirò dalla procedura, mentre la candidatura dell'Indonesia venne respinta dalla FIFA nel gennaio 2010, dopo che il governo indonesiano non fu in grado di supportare la candidatura.
Progressivamente, tutte le candidature non europee per l'edizione 2018 vennero ritirate e proposte per la sola edizione 2022; di conseguenza, le candidature europee per l'edizione 2022 vennero convogliate verso la sola edizione 2018. Rimasero, così, cinque sole candidature, ossia Australia, Corea del Sud, Giappone, Qatar e Stati Uniti d'America. Corea del Sud e Qatar avevano sin dall'inizio proposto la rispettiva candidatura per la sola edizione 2022. Il Giappone ritirò la propria candidatura per il 2018 il 4 maggio 2010. L'Australia fece altrettanto un mese dopo, seguita gli Stati Uniti il 15 ottobre 2010.

### Assegnazione
L'assegnazione dei Paesi ospitanti le edizioni 2018 e 2022 della Coppa del mondo FIFA si svolse il 2 dicembre 2010 nella sede principale della FIFA a Zurigo. Presero parte al voto 22 membri del comitato esecutivo FIFA, invece che 24, poiché due membri del comitato erano stati sospesi dopo l'avvio di indagini a causa di sospetti di corruzione per i loro voti.
La sequenza di scrutini ha avuto il seguente esito.
| Nazione       | 1ª Votazione | 2ª Votazione | 3ª Votazione | 4ª Votazione |
| ------------- | ------------ | ------------ | ------------ | ------------ |
| Qatar         | 11           | 10           | 11           | 14           |
| Stati Uniti   | 3            | 5            | 6            | 8            |
| Corea del Sud | 4            | 5            | 5            | -            |
| Giappone      | 3            | 2            | -            | -            |
| Australia     | 1            | -            | -            | -            |
| Voti totali   | 22           | 22           | 22           | 22           |

Visto l'esito della quarta e ultima votazione, l'organizzazione della fase finale del campionato mondiale 2022 venne assegnata al Qatar, primo Paese mediorientale selezionato come ospitante.

### L'investimento finanziario e il suo scopo
Per la realizzazione delle infrastrutture sportive e non correlate alla manifestazione l'investimento finanziario del Qatar è stato stimato in circa 220 miliardi di dollari statunitensi. Lo sforzo economico complessivo è stato più alto del PIL nazionale annuo del Paese. La spesa è stata diluita sul bilancio nazionale decorrente dall'assegnazione (2011) allo svolgimento della manifestazione (2022), circa 11 anni. La spesa annua media è stata quindi di 20 miliardi, una somma corrispondente al 10% del PIL nazionale.
Per le realizzazione e la ristrutturazione degli otto stadi che hanno ospitato gli incontri del torneo l'investimento è ammontato a circa 6,5 miliardi di dollari.
La parte maggiore della spesa è stata impiegata per realizzazione di opere non sportive, ma necessarie per l'ospitalità del flusso di persone, come la costruzione di strutture alberghiere, centri commerciali e luoghi di aggregazione.
È stata edificata anche la metropolitana di Doha, proposta per la prima volta nell'ambito della candidatura dei Giochi olimpici estivi del 2016 scartata dal Comitato Olimpico Internazionale (CIO), ma ritenuta essenziale nell'ottica dell'assegnazione del mondiale di calcio. Il costo delle quattro linee della metropolitana progettate è stato stimato in 41 miliardi di dollari. Al momento dell'inizio dei mondiali l'infrastrutture era composta da tre linee (rossa, verde, oro) per un totale di 76 km e 37 stazioni.
Il Governo qatariota ha deciso di sostenere l'ingente investimento con lo scopo di diversificare l'economia nazionale, dipendente pressoché esclusivamente dalla vendita di idrocarburi, attraverso la crescita infrastrutturale, volta a incrementare l'afflusso di relazioni commerciali globali e di persone, con la finalità di aumentare l'interesse internazionale verso il Paese e attrarre investimenti esteri. Il progetto è stato intrapreso anche per soddisfare l'esigenza di rimanere al passo della competizione geopolitica con i vicini Paesi del Golfo, come Arabia Saudita, Emirati Arabi Uniti, Bahrein, che hanno adottato strategie d'investimento volte a far crescere esponenzialmente le loro metropoli urbane (come quelle realizzate a Dubai, Abu Dhabi, Doha e Riad o progettate per Neom) per primeggiare su scala regionale.
Il Governo ha stimato di poter ricavare nell'immediatezza dello svolgimento della manifestazione circa 17 miliardi di dollari, stimando un numero di visitatori oscillante tra 1 e 1,5 milioni.

## Mascotte
Mascotte ufficiale della manifestazione è La'eeb. Il suo nome significa "giocatore super abile", e viene rappresentata fluttuante, con una kefiah tradizionale dei popoli della penisola arabica e con un pallone da calcio al piede. Il soggetto rappresentato non ha un'identità precisa ed è quindi di libera interpretazione.

## Stadi
Da una prima selezione di sette città che prevedeva anche la presenza di Umm Salal e Madinat ash Shamal, con i loro rispettivi impianti sportivi da progettare e costruire, si è giunti a una scrematura che ha ridotto le città a cinque, con i rispettivi otto stadi resi successivamente ufficiali per ospitare l'evento.
Oltre allo stadio internazionale Khalifa (45 857 posti a sedere e già pronto al momento dell'assegnazione dell'evento nel 2010), altri sette stadi hanno ospitato il mondiale, e di questi sei completamente nuovi e un impianto già esistente, oggetto di ampliamento.
I nuovi stadi sono:
- Stadio Iconico di Lusail: lo stadio che ha ospitato la finale del torneo si trova a Lusail, nuova città satellite a nord della capitale (88 966 posti a sedere).
- Stadio Al-Bayt: uno stadio di 68 895 posti situato ad Al Khor, nel Nordest del Qatar, progettato a forma di tenda beduina. Qui si è tenuta la partita inaugurale.[29]
- Stadio Al-Janoub: impianto di 44 325 posti, situato ad Al Wakrah, città satellite a sud-est di Doha, immerso in un parco con una piscina a tema, una spa, attrezzature sportive e un centro commerciale. L'ingresso principale dello stadio si affaccia su una piazza che dà il senso di un unico grande parco[30].
- Stadio 974: il nome deriva dal prefisso telefonico qatariota (+974). Si trova a Doha vicinissimo alla zona portuale della città, con una capienza di 44 089 persone. È stato il primo stadio nella storia della coppa del mondo a essere completamente smantellato alla fine del torneo.[31] I 974 container ricondizionati e utilizzati per il suo assemblaggio, torneranno alla destinazione d'uso originale e il resto della struttura servirà a edificare altri piccoli stadi in paesi sottosviluppati.
- Education City Stadium: edificato a Doha nel distretto Education City, ancora capace di ospitare 44 667 persone.
- Stadio Al-Thumama: è situato anch'esso a Doha, nel distretto di Al Thumama. Ha una capacità prevista di 44 400 spettatori. La costruzione imita il disegno di una tradizionale shashia, copricapo maschile tipico del mondo arabo.

Lo stadio ampliato è:
- Stadio Ahmed bin Ali: ad Al Rayyan, città satellite a ovest di Doha. L'attuale capacità, grazie alla giustapposizione di una tribuna superiore, è stata raddoppiata fino a ospitare 45 032 spettatori. Lo stadio è stato avvolto da una speciale membrana che serve da schermo gigante per la proiezione di aggiornamenti e informazioni sulla partita.

Tutti gli stadi sono dotati di impianti di raffreddamento a emissioni zero grazie all'utilizzo di tecnologie solari per garantire che la temperatura non superi mai i 27 °C e assicurando sempre ottimali condizioni di gioco e un ambiente confortevole per i tifosi. Una nuova rete metropolitana, con una lunghezza totale di 320 km, è stata realizzata per ospitare l'evento. Cinque stadi su otto hanno una fermata di metropolitana dedicata e sono raggiungibili a piedi. Per i restanti tre è previsto un servizio bus navetta gratuito dalla fermata più vicina (compreso quello di Al Khor che dista circa 30 chilometri dal capolinea nord della linea rossa, a Lusail). Il sistema autostradale del Qatar collega tutti gli impianti.
Quasi tutte le sedi di gara sono nella capitale Doha o nella sua area metropolitana, della quale fanno parte le città di Lusail, Al Rayyan e Al Wakrah. Solo Al Khor, sede della gara inaugurale, è più distante, trovandosi a circa 50 km sulla costa nord-orientale del Qatar. Con i problemi logistici ridotti al minimo, ed essendo molto limitati gli spostamenti che dovranno affrontare squadre, giornalisti e tifosi, Qatar 2022 ha ricalcato sostanzialmente la logistica del primo torneo mondiale della storia (Uruguay 1930), che fu giocato tutto nella stessa città, Montevideo.
| Al Rayyan            | Al Rayyan                               | Al Rayyan                     |
| -------------------- | --------------------------------------- | ----------------------------- |
| Stadio Ahmed bin Ali | Education City Stadium                  | Stadio internazionale Khalifa |
| Capacità: 45 032     | Capacità: 44 667                        | Capacità: 45 857              |
|                      |                                         |                               |
| Al Khor              | Lusail Doha Al Khor Al Wakrah Al Rayyan | Lusail                        |
| Stadio Al-Bayt       | Lusail Doha Al Khor Al Wakrah Al Rayyan | Stadio Iconico di Lusail      |
| Capacità: 68 895     | Lusail Doha Al Khor Al Wakrah Al Rayyan | Capacità: 88 966              |
|                      | Lusail Doha Al Khor Al Wakrah Al Rayyan |                               |
| Al Wakrah            | Doha                                    | Doha                          |
| Stadio Al-Janoub     | Stadio Al-Thumama                       | Stadio 974                    |
| Capacità: 44 325     | Capacità: 44 400                        | Capacità: 44 089              |
|                      |                                         |                               |

## Qualificazioni

### Generalità

Piazzamenti delle nazionali al campionato mondiale 2022

Le qualificazioni al campionato mondiale del 2022 sono cominciate nel giugno 2019 e si sono concluse nel giugno 2022. L'unica nazionale qualificata d'ufficio è stata il Qatar, in quanto rappresentativa del Paese organizzatore della manifestazione, esordiente nella manifestazione iridata.
Oltre all'esordio della nazionale qatariota, il torneo ha visto il ritorno del Canada, assente dal 1986, e del Galles, assente dal 1958. Per la seconda volta consecutiva l'Italia, già quattro volte vincitrice del titolo, nonché detentrice del titolo europeo, ha fallito la qualificazione alla fase finale, risultando assente dalla fase finale dell'edizione 2018 disputatasi in Russia. Delle 32 squadre partecipanti, 24 erano presenti alla precedente edizione del torneo. I Paesi Bassi, l'Ecuador, il Ghana, il Camerun e gli Stati Uniti si sono qualificati dopo aver mancato la partecipazione nel 2018.

### Partecipazione della Russia
Il 9 dicembre 2019 l'Agenzia mondiale antidoping (WADA) ha sospeso la Russia per quattro anni da tutti i principali eventi sportivi, dopo che l'agenzia antidoping russa (RUSADA) è stata dichiarata non conforme per aver consegnato agli investigatori dati di laboratorio manipolati. Alla squadra nazionale russa era stato comunque consentito di qualificarsi, poiché il divieto si applicava solo alla fase finale per decidere i campioni del mondo. Una squadra che rappresentava la Russia, che usava la bandiera e l'inno russi, non avrebbe potuto partecipare secondo la decisione della WADA mentre il divieto rimaneva attivo. La decisione era stata impugnata dinanzi al Tribunale Arbitrale dello Sport e il 17 dicembre 2020 alle squadre russe è stato vietato di partecipare ai campionati del mondo organizzati o sanzionati da un firmatario della WADA fino al 16 dicembre 2022, il giorno prima della finale per il terzo posto.
A seguito dell'invasione russa dell'Ucraina, iniziata il 24 febbraio 2022, dopo aver annunciato una serie di sanzioni che avrebbero impattato sulla partecipazione della Russia alle competizioni calcistiche internazionali, la FIFA e l'UEFA hanno sospeso fino a nuovo avviso la federazione calcistica della Russia da tutte le competizioni internazionali, inclusa un'eventuale partecipazione alla fase finale del campionato mondiale.

## Squadre partecipanti
| Pr. | Squadra        | Data di qualificazione certa | Confederazione | Partecipante in quanto                                           | Partecipazioni precedenti al torneo                                                                                               |
| --- | -------------- | ---------------------------- | -------------- | ---------------------------------------------------------------- | --- |
| 1   | Qatar          | 2 dicembre 2010              | AFC            | Rappresentativa della nazione organizzatrice della fase finale   | Esordiente |
| 2   | Germania       | 11 ottobre 2021              | UEFA           | 1ª classificata nel gruppo J della fase finale di qualificazione | 19 (1934, 1938, 1954, 1958, 1962, 1966, 1970, 1974, 1978, 1982, 1986, 1990, 1994, 1998, 2002, 2006, 2010, 2014, 2018)             |
| 3   | Danimarca      | 12 ottobre 2021              | UEFA           | 1ª classificata nel gruppo F della fase finale di qualificazione | 5 (1986, 1998, 2002, 2010, 2018)                                                                                                  |
| 4   | Brasile        | 11 novembre 2021             | CONMEBOL       | 1ª classificata nel gruppo unico di qualificazione               | 21 (1930, 1934, 1938, 1950, 1954, 1958, 1962, 1966, 1970, 1974, 1978, 1982, 1986, 1990, 1994, 1998, 2002, 2006, 2010, 2014, 2018) |
| 5   | Francia        | 13 novembre 2021             | UEFA           | 1ª classificata nel gruppo D della fase finale di qualificazione | 15 (1930, 1934, 1938, 1954, 1958, 1966, 1978, 1982, 1986, 1998, 2002, 2006, 2010, 2014, 2018)                                     |
| 6   | Belgio         | 13 novembre 2021             | UEFA           | 1ª classificata nel gruppo E della fase finale di qualificazione | 13 (1930, 1934, 1938, 1954, 1970, 1982, 1986, 1990, 1994, 1998, 2002, 2014, 2018)                                                 |
| 7   | Croazia        | 14 novembre 2021             | UEFA           | 1ª classificata nel gruppo H della fase finale di qualificazione | 5 (1998, 2002, 2006, 2014, 2018)                                                                                                  |
| 8   | Spagna         | 14 novembre 2021             | UEFA           | 1ª classificata nel gruppo B della fase finale di qualificazione | 15 (1934, 1950, 1962, 1966, 1978, 1982, 1986, 1990, 1994, 1998, 2002, 2006, 2010, 2014, 2018)                                     |
| 9   | Serbia         | 14 novembre 2021             | UEFA           | 1ª classificata nel gruppo A della fase finale di qualificazione | 4 (1998, 2006, 2010, 2018) |
| 10  | Inghilterra    | 15 novembre 2021             | UEFA           | 1ª classificata nel gruppo I della fase finale di qualificazione | 15 (1950, 1954, 1958, 1962, 1966, 1970, 1982, 1986, 1990, 1998, 2002, 2006, 2010, 2014, 2018)                                     |
| 11  | Svizzera       | 15 novembre 2021             | UEFA           | 1ª classificata nel gruppo C della fase finale di qualificazione | 11 (1934, 1938, 1950, 1954, 1962, 1966, 1994, 2006, 2010, 2014, 2018)                                                             |
| 12  | Paesi Bassi    | 16 novembre 2021             | UEFA           | 1ª classificata nel gruppo G della fase finale di qualificazione | 10 (1934, 1938, 1974, 1978, 1990, 1994, 1998, 2006, 2010, 2014)                                                                   |
| 13  | Argentina      | 16 novembre 2021             | CONMEBOL       | 2ª classificata nel gruppo unico di qualificazione               | 17 (1930, 1934, 1958, 1962, 1966, 1974, 1978, 1982, 1986, 1990, 1994, 1998, 2002, 2006, 2010, 2014, 2018)                         |
| 14  | Iran           | 27 gennaio 2022              | AFC            | 1ª classificata nel girone A della terza fase di qualificazione  | 5 (1978, 1998, 2006, 2014, 2018)                                                                                                  |
| 15  | Corea del Sud  | 1º febbraio 2022             | AFC            | 2ª classificata nel girone A della terza fase di qualificazione  | 10 (1954, 1986, 1990, 1994, 1998, 2002, 2006, 2010, 2014, 2018)                                                                   |
| 16  | Giappone       | 24 marzo 2022                | AFC            | 2ª classificata nel girone B della terza fase di qualificazione  | 6 (1998, 2002, 2006, 2010, 2014, 2018)                                                                                            |
| 17  | Arabia Saudita | 24 marzo 2022                | AFC            | 1ª classificata nel girone B della terza fase di qualificazione  | 5 (1994, 1998, 2002, 2006, 2018)                                                                                                  |
| 18  | Ecuador        | 24 marzo 2022                | CONMEBOL       | 4ª classificata nel gruppo unico di qualificazione               | 3 (2002, 2006, 2014) |
| 19  | Uruguay        | 24 marzo 2022                | CONMEBOL       | 3ª classificata nel gruppo unico di qualificazione               | 13 (1930, 1950, 1954, 1962, 1966, 1970, 1974, 1986, 1990, 2002, 2010, 2014, 2018)                                                 |
| 20  | Canada         | 27 marzo 2022                | CONCACAF       | 1ª classificata nel girone finale di qualificazione              | 1 (1986) |
| 21  | Ghana          | 29 marzo 2022                | CAF            | Vincitrice degli spareggi della terza fase di qualificazione     | 3 (2006, 2010, 2014) |
| 22  | Senegal        | 29 marzo 2022                | CAF            | Vincitrice degli spareggi della terza fase di qualificazione     | 2 (2002, 2018) |
| 23  | Portogallo     | 29 marzo 2022                | UEFA           | Vincitrice percorso C del turno di spareggio                     | 7 (1966, 1986, 2002, 2006, 2010, 2014, 2018)                                                                                      |
| 24  | Polonia        | 29 marzo 2022                | UEFA           | Vincitrice percorso B del turno di spareggio                     | 8 (1938, 1974, 1978, 1982, 1986, 2002, 2006, 2018)                                                                                |
| 25  | Tunisia        | 29 marzo 2022                | CAF            | Vincitrice degli spareggi della terza fase di qualificazione     | 5 (1978, 1998, 2002, 2006, 2018)                                                                                                  |
| 26  | Marocco        | 29 marzo 2022                | CAF            | Vincitrice degli spareggi della terza fase di qualificazione     | 5 (1970, 1986, 1994, 1998, 2018)                                                                                                  |
| 27  | Camerun        | 29 marzo 2022                | CAF            | Vincitrice degli spareggi della terza fase di qualificazione     | 7 (1982, 1990, 1994, 1998, 2002, 2010, 2014)                                                                                      |
| 28  | Stati Uniti    | 30 marzo 2022                | CONCACAF       | 3ª classificata nel girone finale di qualificazione              | 10 (1930, 1934, 1950, 1990, 1994, 1998, 2002, 2006, 2010, 2014)                                                                   |
| 29  | Messico        | 30 marzo 2022                | CONCACAF       | 2ª classificata nel girone finale di qualificazione              | 16 (1930, 1950, 1954, 1958, 1962, 1966, 1970, 1978, 1986, 1994, 1998, 2002, 2006, 2010, 2014, 2018)                               |
| 30  | Galles         | 5 giugno 2022                | UEFA           | Vincitrice percorso A del turno di spareggio                     | 1 (1958) |
| 31  | Australia      | 13 giugno 2022               | AFC            | Vincitrice dello spareggio AFC-CONMEBOL                          | 5 (1974, 2006, 2010, 2014, 2018)                                                                                                  |
| 32  | Costa Rica     | 14 giugno 2022               | CONCACAF       | Vincitrice dello spareggio CONCACAF-OFC                          | 5 (1990, 2002, 2006, 2014, 2018)                                                                                                  |

## Calendario
Il calendario della manifestazione è stato pubblicato il 15 luglio 2020. Il sorteggio della fase a gironi ha avuto luogo il 1º aprile 2022. Il 10 agosto 2022 la FIFA ha presentato una proposta per la riprogrammazione della partita tra Qatar ed Ecuador al 20 novembre, un giorno prima rispetto a quanto originariamente previsto. Due giorni dopo, la decisione di spostare la prima partita del Qatar è stata ufficialmente confermata dalla FIFA; questo ha permesso di continuare la lunga tradizione secondo la quale il Mondiale è inaugurato da una gara della Nazionale ospitante o di quella campione in carica. Se tale modifica non fosse avvenuta, la competizione sarebbe stata aperta dalla partita tra Senegal e Paesi Bassi, incontro contestualmente spostato in avanti di sei ore.

## Ufficiali di gara
La lista dei 36 arbitri, 69 assistenti arbitrali e 24 arbitri VAR è stata resa nota in forma ufficiale dalla FIFA il 19 maggio 2022. Nella lista degli arbitri ne sono stati inseriti due a testa provenienti da Argentina, Brasile, Francia e Inghilterra. Per la prima volta nella storia della manifestazione sono state incluse nella lista ufficiali di gara donne; tra i 36 arbitri sono, infatti, presenti la francese Stéphanie Frappart, la ruandese Salima Mukansanga e la giapponese Yoshimi Yamashita, mentre tre sono le donne tra gli assistenti arbitrali. Prima dell'inizio della manifestazione, gli ufficiali di gara sono stati invitati dal presidente della Commissione Arbitri FIFA Pierluigi Collina a porre particolare attenzione al tempo di gioco effettivo; tale indicazione ha comportato l'applicazione di tempi di recupero superiori alla media dei tornei precedenti.
| Confederazione | Arbitri                 |
| -------------- | ----------------------- |
| AFC            | Abdulrahman Al-Jassim   |
| AFC            | Chris Beath             |
| AFC            | Alireza Faghani         |
| AFC            | Ma Ning                 |
| AFC            | Mohammed Abdulla Hassan |
| AFC            | Yoshimi Yamashita       |
| CAF            | Bakary Gassama          |
| CAF            | Mustapha Ghorbal        |
| CAF            | Victor Gomes            |
| CAF            | Salima Mukansanga       |
| CAF            | Maguette N'Diaye        |
| CAF            | Janny Sikazwe           |
| CONCACAF       | Iván Barton             |
| CONCACAF       | Ismail Elfath           |
| CONCACAF       | Mario Escobar           |
| CONCACAF       | Said Martínez           |
| CONCACAF       | César Ramos Palazuelos  |
| CONMEBOL       | Raphael Claus           |
| CONMEBOL       | Andrés Matonte          |
| CONMEBOL       | Kevin Ortega            |
| CONMEBOL       | Fernando Rapallini      |
| CONMEBOL       | Wilton Sampaio          |
| CONMEBOL       | Facundo Tello           |
| CONMEBOL       | Jesús Valenzuela        |
| OFC            | Matthew Conger          |
| UEFA           | Stéphanie Frappart      |
| UEFA           | István Kovács           |
| UEFA           | Danny Makkelie          |
| UEFA           | Szymon Marciniak        |
| UEFA           | Antonio Mateu Lahoz     |
| UEFA           | Michael Oliver          |
| UEFA           | Daniele Orsato          |
| UEFA           | Daniel Siebert          |
| UEFA           | Anthony Taylor          |
| UEFA           | Clément Turpin          |
| UEFA           | Slavko Vinčić           |

| Confederazione | Assistenti arbitrali                                                       |
| -------------- | -------------------------------------------------------------------------- |
| AFC            | Mohammadreza Abolfazli, Mohammadreza Mansouri                              |
| AFC            | Taleb Al-Marri, Saud Al-Maqaleh                                            |
| AFC            | Mohamed Al-Hammadi, Hasan Al-Mahri                                         |
| AFC            | Ashley Beecham, Anton Shchetinin                                           |
| AFC            | Cao Yi, Shi Xiang                                                          |
| CAF            | Mahmoud Abouelregal                                                        |
| CAF            | Djibril Camara, El Hadj Malick Samba                                       |
| CAF            | Jerson dos Santos                                                          |
| CAF            | Abdelhak Etchiali, Mokrane Gourari                                         |
| CAF            | Arsénio Marrengula                                                         |
| CAF            | Elvis Noupue                                                               |
| CAF            | Souru Phatsoane                                                            |
| CAF            | Zakhele Siwela                                                             |
| CONCACAF       | Kyle Atkins, Kathryn Nesbitt, Corey Parker                                 |
| CONCACAF       | Karen Díaz Medina, Miguel Hernández, Alberto Morín                         |
| CONCACAF       | Helpys Raymundo Feliz                                                      |
| CONCACAF       | Walter López                                                               |
| CONCACAF       | Juan Carlos Mora                                                           |
| CONCACAF       | David Morán                                                                |
| CONCACAF       | Caleb Wales                                                                |
| CONCACAF       | Zachari Zeegelaar                                                          |
| CONMEBOL       | Neuza Back, Bruno Boschilia, Rodrigo Figueiredo, Bruno Pires, Danilo Manis |
| CONMEBOL       | Juan Pablo Belatti, Diego Bonfá, Ezequiel Brailovsky, Gabriel Chade        |
| CONMEBOL       | Tulio Moreno, Jorge Urrego                                                 |
| CONMEBOL       | Michael Orué, Jesús Sánchez                                                |
| CONMEBOL       | Martín Soppi, Nicolás Taran                                                |
| OFC            | Tevita Makasini                                                            |
| OFC            | Mark Rule                                                                  |
| UEFA           | Ovidiu Artene, Vasile Marinescu                                            |
| UEFA           | Simon Bennett, Gary Beswick, Stuart Burt, Adam Nunn                        |
| UEFA           | Ciro Carbone, Alessandro Giallatini                                        |
| UEFA           | Pau Cebrián Devís, Roberto Díaz Pérez del Palomar                          |
| UEFA           | Nicolas Danos, Cyril Gringore                                              |
| UEFA           | Jan de Vries, Hessel Steegstra                                             |
| UEFA           | Rafael Foltyn, Jan Seidel                                                  |
| UEFA           | Tomaž Klančnik, Andraž Kovačič                                             |
| UEFA           | Tomasz Listkiewicz, Paweł Sokolnicki                                       |

| Confederazione | Arbitri VAR                   |
| -------------- | ----------------------------- |
| AFC            | Abdulla Al-Marri              |
| AFC            | Muhammad Taqi                 |
| AFC            | Shaun Evans                   |
| CAF            | Rédouane Jiyed                |
| CAF            | Adil Zourak                   |
| CONCACAF       | Drew Fischer                  |
| CONCACAF       | Fernando Guerrero             |
| CONCACAF       | Armando Villarreal            |
| CONMEBOL       | Julio Bascuñán                |
| CONMEBOL       | Nicolás Gallo                 |
| CONMEBOL       | Leodán González               |
| CONMEBOL       | Juan Ernesto Soto             |
| CONMEBOL       | Mauro Vigliano                |
| UEFA           | Jérôme Brisard                |
| UEFA           | Bastian Dankert               |
| UEFA           | Ricardo de Burgos Bengoetxea  |
| UEFA           | Marco Fritz                   |
| UEFA           | Alejandro Hernández Hernández |
| UEFA           | Massimiliano Irrati           |
| UEFA           | Tomasz Kwiatkowski            |
| UEFA           | Juan Martínez Munuera         |
| UEFA           | Benoît Millot                 |
| UEFA           | Paolo Valeri                  |
| UEFA           | Pol van Boekel                |

## Formula
La formula della competizione conferma quella in vigore da quando, in occasione dell'edizione francese del 1998, la Coppa del mondo FIFA è stata portata a 32 squadre e contempla, dunque, la formazione di otto gironi all'italiana (chiamati "gruppi"), ciascuno composto da quattro squadre e comprendente partite di sola andata.
Le prime due nazionali classificate di ogni raggruppamento accedono alla fase a eliminazione diretta che consiste in un tabellone di quattro turni (ottavi di finale, quarti di finale, semifinali e finali) con incontri basati su partite uniche.

## Regolamento
Per determinare la posizione in classifica delle squadre in ogni gruppo saranno presi in considerazione, nell'ordine, i seguenti criteri:
1. maggiore numero di punti;
2. migliore differenza reti;
3. maggiore numero di reti segnate.

Nel caso in cui, dopo aver applicato quanto sopra, due o più nazionali si trovassero ancora in parità, verranno utilizzati, sempre nell'ordine, gli ulteriori parametri qui di seguito:
1. maggiore numero di punti negli scontri diretti tra le squadre interessate (classifica avulsa);
2. migliore differenza reti negli scontri diretti tra le squadre interessate (classifica avulsa);
3. maggiore numero di reti segnate negli scontri diretti tra le squadre interessate (classifica avulsa);
4. maggiore numero di punti fair play, secondo quanto segue:
5. sorteggio effettuato dal comitato FIFA.

Gli incontri della fase a eliminazione diretta prevedono i tempi supplementari e i tiri di rigore in caso di persistenza della parità tra le due contendenti.

## Montepremi
Il montepremi stanziato dalla FIFA per la competizione è stato di complessivi 440 milioni di dollari, una somma maggiore del 20% rispetto all'edizione del 2018.
Ogni federazione nazionale partecipante ha ricevuto la somma di 1,5 milioni di dollari come compensazione per i costi di preparazione.
La FIFA ha stabilito la suddivisione del montepremi residuo seconda il criterio del posizionamento raggiunto nel torneo dalle squadre:
- 9 milioni alle squadre eliminate nei gironi;
- 13 milioni alle squadre qualificate agli ottavi;
- 17 milioni alle squadre qualificate ai quarti;
- 25 milioni alla squadra quarta classificata;
- 27 milioni alla squadra terza classificata;
- 30 milioni alla squadra seconda classificata;
- 42 milioni alla squadra vincitrice.[57][58]

La FIFA ha stanziato la somma di 209 milioni di dollari da destinare ai club che hanno visto la partecipazione di loro calciatori al torneo: l'indennizzo stabilito è stato di 10 mila dollari per ogni giorno di permanenza nel torneo del calciatore convocato.

## Riassunto del torneo

### Fase a gironi

#### Gruppo A

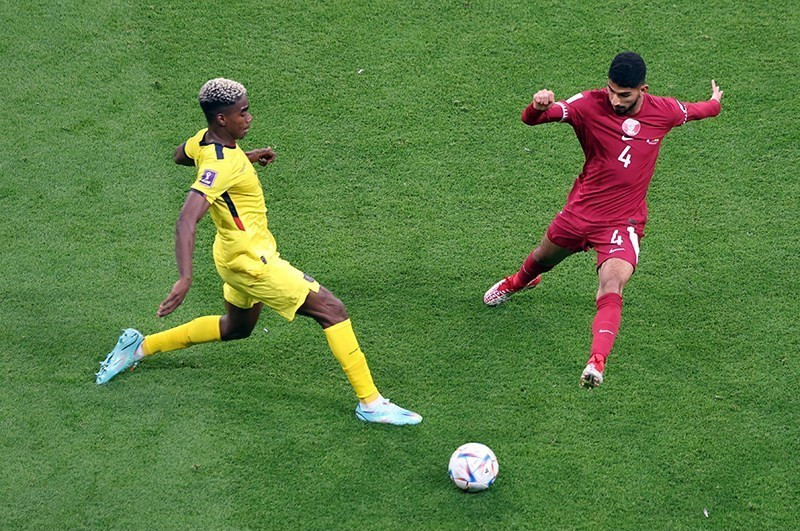
Un'azione di gioco di Qatar-Ecuador, partita inaugurale dei mondiali, che ha visto i padroni di casa sconfitti per 2-0

Nella partita inaugurale del torneo, svoltasi allo stadio Al-Bayt di Al Khawr sotto la direzione dell'arbitro italiano Daniele Orsato, i padroni di casa del Qatar sono sconfitti per 2-0 dall'Ecuador con una doppietta di Enner Valencia; per la prima volta nella storia del campionato mondiale, la nazionale ospitante perde la partita d'esordio. Nel secondo incontro del girone i Paesi Bassi riescono a ottenere nel finale di gara una vittoria per 2-0 contro il Senegal, grazie al colpo di testa vincente di Cody Gakpo all'84' e alla rete di Davy Klaassen al nono minuto di recupero del secondo tempo.
Nella seconda giornata il Senegal vince sul Qatar per 3-1 e tiene aperta la possibilità di qualificarsi alla fase finale. La sfida tra Paesi Bassi e Ecuador, terminata in parità con il risultato di 1-1, chiude la seconda giornata del girone. Questo risultato sancisce l'eliminazione del Qatar dal Mondiale, diventando la seconda nazionale ospitante eliminata al primo turno (dopo il Sudafrica nel 2010) e anche quella ad aver ottenuto meno punti nella storia della rassegna iridata.
Nell'ultimo turno i Paesi Bassi vincono 2-0 sul Qatar, ottenendo la qualificazione agli ottavi di finale con il primo posto, mentre il Senegal, con la vittoria per 2-1 sull'Ecuador, raggiunge la qualificazione con il secondo posto, raggiungendo gli ottavi per la seconda volta (la prima fu nel 2002). Alle ultime due posizioni del girone si classificano rispettivamente l'Ecuador e i padroni di casa del Qatar.

#### Gruppo B

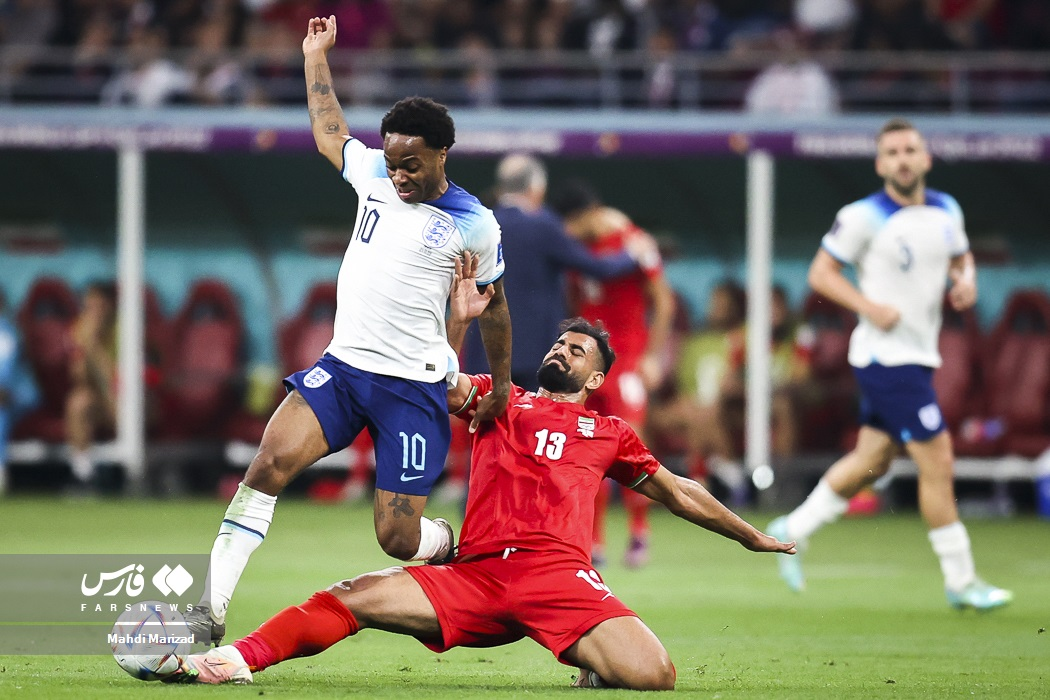
Una fase di gioco della partita inaugurale del gruppo B tra Inghilterra e Iran, vinta dagli inglesi

Il gruppo B era composto da tre squadre anglofone su quattro. Nel primo incontro l'Inghilterra vicecampione d'Europa in carica sconfigge agevolmente l'Iran con il risultato di 6-2. Al momento della celebrazione degli inni nazionali, i calciatori iraniani non cantano il proprio inno in segno di solidarietà verso coloro che, in patria, protestano contro il governo e venendo in questo sostenuti con fischi e manifesti dai propri tifosi presenti allo stadio. Tra le sei marcature vi sono le doppiette dell'inglese Bukayo Saka e dell'iraniano Mehdi Taremi, che raddoppia trasformando un calcio di rigore al 13' minuto di recupero del secondo tempo. Il match, infatti, è caratterizzato da un cospicuo recupero sia del primo tempo (14 minuti) sia del secondo tempo (10 minuti in origine, poi aumentati per via di un controllo al VAR), per un totale di 29 minuti, cifra che rende questa gara il più lungo incontro di un campionato mondiale di calcio terminato ai tempi regolamentari. Nel secondo incontro del girone il Galles riesce, grazie al rigore trasformato da Gareth Bale all'82', a strappare un pareggio negli ultimi minuti agli Stati Uniti, passati in vantaggio nel primo tempo con il gol di Timothy Weah al 36'.
Nella gara successiva l'Iran supera il Galles 2-0 nel finale, trovando il gol all'ottavo e all'undicesimo minuto di recupero del secondo tempo, in un incontro in cui vi è stata anche la prima espulsione del torneo, nei confronti del portiere gallese Wayne Hennessey, all'86'. La seconda giornata del girone si conclude con il pareggio a reti inviolate tra Inghilterra e Stati Uniti che rimanda tutti i verdetti alle ultime due partite, ma con gli inglesi quasi certi di qualificazione in virtù della molto maggiore differenza reti rispetto ai gallesi e agli statunitensi.
Nel terzo turno l'Inghilterra supera agevolmente il Galles 3-0, anche grazie alla doppietta di Marcus Rashford, ottenendo il primo posto nel girone e la qualificazione agli ottavi di finale, in cui affronterà il Senegal. Gli Stati Uniti, vincendo di misura contro l'Iran per 1-0 con rete di Christian Pulisic, si classificano al secondo posto, qualificandosi agli ottavi contro i Paesi Bassi. In terza e quarta posizione si collocano rispettivamente l'Iran e il Galles.

#### Gruppo C

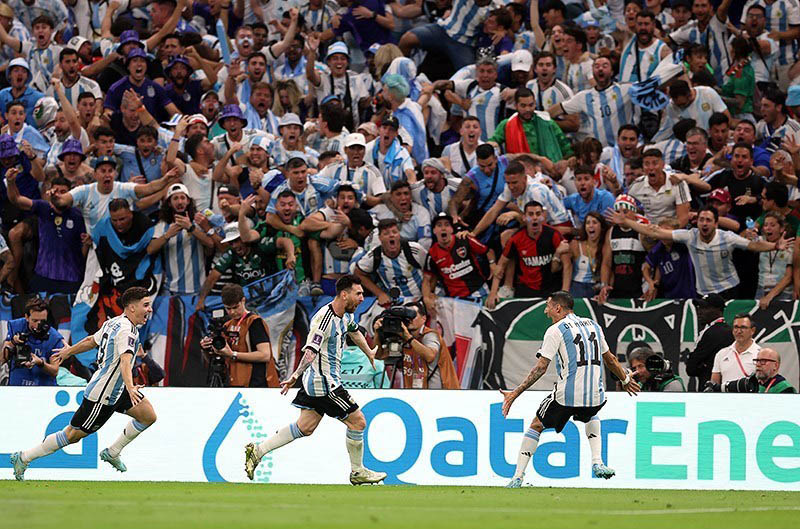
Il capitano argentino Lionel Messi esulta per il gol del vantaggio nel successo dell'Albiceleste contro il Messico

La prima sorpresa di questo Mondiale giunge nella partita inaugurale del Gruppo C in cui l'Argentina proveniente da 35 risultati utili consecutivi, seconda miglior serie delle storia, nonostante si porti in vantaggio dopo 10 minuti con un rigore trasformato da Lionel Messi nella ripresa subisce dapprima il gol del pareggio dell'Arabia Saudita al 48' con Saleh Al-Shehri e poi quello del sorpasso con la rete di Salem Al-Dawsari. Nel finale sono diversi i tentativi di attacco da parte dell'Argentina ma la partita termina 2-1 per l'Arabia Saudita. Nel secondo incontro, il Messico pareggia per 0-0 con la Polonia in una partita molto equilibrata, che vede il capitano polacco Robert Lewandowski sbagliare un rigore nel secondo tempo.
La seconda giornata si apre con la vittoria della Polonia contro l'Arabia Saudita per 2-0. In questa gara, l'attaccante polacco Robert Lewandowski segna il suo primo gol in un campionato del mondo. Anche l'Argentina, nella gara successiva, trova la vittoria per 2-0 sul Messico conquistando così i primi punti nel torneo.
L'ultima giornata vede la vittoria dell'Argentina per 2-0 sulla Polonia, che assicura all'Argentina il primo posto nel gruppo C. Nell'altro incontro del girone, il Messico si porta in vantaggio per 2-0 sull'Arabia Saudita, a pari punti e pari differenza reti con i polacchi, ma rimanendo in terza posizione per via del criterio del fair-play: con la nazionale centroamericana tutta spinta in avanti alla ricerca del gol qualificazione, gli arabi riescono a segnare il 2-1 a pochi minuti dalla fine, eliminando di fatto i messicani. La Polonia, nonostante la sconfitta, resta quindi al secondo posto e, di conseguenza, ottiene una qualificazione alla fase a eliminazione diretta che mancava da 36 anni. L'Arabia Saudita termina il girone all'ultimo posto.

#### Gruppo D

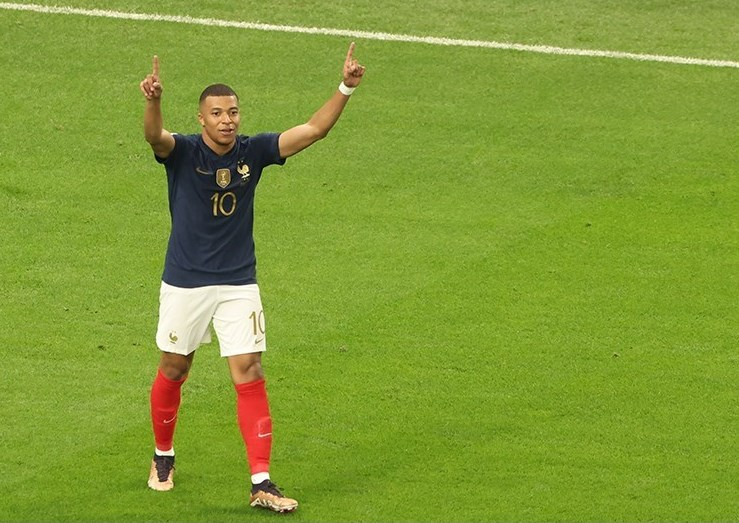
Il numero dieci francese Kylian Mbappé festeggia la rete segnata nel netto successo dei Bleus contro l'Australia

Il primo incontro del gruppo D tra Danimarca e Tunisia è il primo pareggio della fase a gironi del torneo a concludersi senza alcuna rete. Nel secondo incontro, la Francia, campione del mondo in carica, vince agevolmente in rimonta per 4-1 sull'Australia. Tra i marcatori spicca una doppietta dell'attaccante francese del Milan Olivier Giroud.
Nel turno successivo l'Australia ottiene una vittoria di misura sulla Tunisia grazie alla rete, al 23' del primo tempo, di Mitchell Duke, mentre la Francia, imponendosi sulla Danimarca per 2-1 con la doppietta di Kylian Mbappé, diventa la prima squadra a qualificarsi alla fase a eliminazione diretta.
Nell'ultimo turno la Tunisia, ottiene una contestata vittoria sulla Francia per 1-0 (con i transalpini che si vedono annullare una rete di Antoine Griezmann dopo il fischio finale), ma non riesce a raggiungere la qualificazione e si ferma al terzo posto nel girone, mentre la Francia mantiene il primo. L'Australia, vincendo di misura sulla Danimarca per 1-0, centra il secondo posto e il passaggio alla fase a eliminazione diretta per la seconda volta nella sua storia (l'altra fu nel 2006). I danesi si classificano all'ultimo posto del girone e vengono eliminati, avendo conquistato un solo punto nel torneo.

#### Gruppo E
Nella prima partita del gruppo E il Giappone riesce a sorpresa a superare in rimonta la Germania, passata in vantaggio nel primo tempo con un calcio di rigore di İlkay Gündoğan e favorita dai pronostici, grazie alle reti di Ritsu Dōan e Takuma Asano. Nel secondo incontro la Spagna, rispettando le aspettative, supera la Costa Rica agevolmente, vincendo per 7-0, grazie anche alla doppietta di Ferrán Torres.
Nel secondo turno la Costa Rica vince di misura contro il Giappone per 1-0, grazie alla rete di Keysher Fuller, in una partita con poche occasioni e in cui la formazione costaricana ha effettuato un solo tiro in porta. L'incontro tra Spagna e Germania invece termina in parità con il risultato di 1-1, dopo le reti di Álvaro Morata al 62' e il pareggio di Niclas Füllkrug all'83', rimandando all'ultima giornata tutti i verdetti del girone.
Nell'ultimo turno il Giappone vince contro la Spagna 2-1, ottenendo il primo posto nel girone e la qualificazione agli ottavi di finale contro la Croazia. La Spagna, nonostante la sconfitta, si classifica al secondo posto e si qualifica agli ottavi di finale, dove affronterà il Marocco. Nell'altro incontro la Germania supera la Costa Rica 4-2, complice anche una doppietta di Kai Havertz. Nonostante il risultato la Germania si classifica al terzo posto a causa della differenza reti sfavorevole nei confronti della Spagna, e viene eliminata insieme alla Costa Rica, classificatasi ultima.

#### Gruppo F

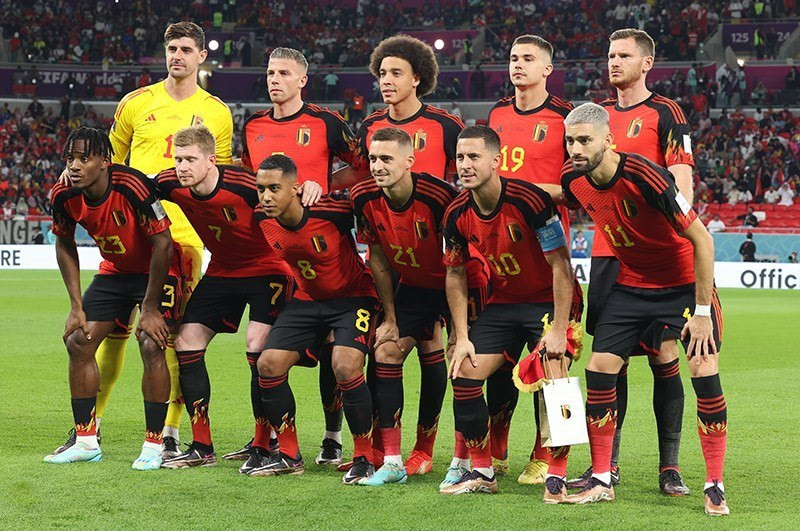
L'undici titolare del Belgio nella vittoria contro il Canada. I diavoli rossi, terzi classificati nel mondiale precedente, saranno eliminati ai gironi

Il primo incontro del gruppo F tra Marocco e Croazia si conclude, dopo 90 minuti giocati in pieno equilibrio, senza alcuna rete e con un solo cartellino giallo. Nella seconda gara il Belgio vince di misura contro il Canada per 1-0 grazie al gol di Michy Batshuayi, in una partita molto combattuta e con molte occasioni per i canadesi, che hanno anche fallito un calcio di rigore; la partita è stata però condizionata dal discutibile arbitraggio di Janny Sikazwe, in particolare la decisione di non assegnare un rigore netto in favore del Canada.
Il secondo turno inizia con la vittoria inaspettata del Marocco sul Belgio, grazie alle reti nella ripresa di Romain Saïss e di Zakaria Aboukhlal, con il risultato di 2-0. Nell'altra partita la Croazia vince 4-1 contro il Canada, eliminandolo.
Nell'ultimo turno l'incontro tra Croazia e Belgio termina senza reti nonostante le molteplici occasioni della compagine belga mentre il Marocco batte il Canada con il risultato di 2-1 conquistando il primo posto nel girone e la qualificazione per la seconda volta gli ottavi di finale (la prima nel 1986). La Croazia, vicecampione del mondo in carica, risulta seconda classificata. Il Belgio e il Canada, rispettivamente al terzo posto con 4 punti e al quarto con 0 punti, vengono eliminati dal torneo.

#### Gruppo G
La prima gara del gruppo G si conclude con la vittoria della Svizzera sul Camerun, per 1-0, grazie al gol di Breel Embolo al 48'. Nel secondo incontro il Brasile batte agevolmente la Serbia con il risultato di 2-0 grazie alla doppietta di Richarlison.
Il secondo turno si apre con la vittoria del Brasile per 1-0 sulla Svizzera, rete di Casemiro all'83'. Il Brasile si qualifica agli ottavi, mentre Serbia e Camerun pareggiano per 3-3 in una partita che aveva visto gli slavi portarsi in vantaggio per 3-1, tenendo quindi accese fino all'ultimo le speranze di qualificazione per entrambe le nazionali.
Nell'ultimo turno la Svizzera vince contro la Serbia per 3-2, ottenendo così la qualificazione alla fase a eliminazione diretta con il secondo posto, dopo il Brasile, ed eliminando la Serbia, che si classifica ultima. Il Camerun, nonostante la vittoria per 1-0 su un Brasile con molte riserve in campo, si posiziona al terzo posto in classifica e viene eliminato.

#### Gruppo H

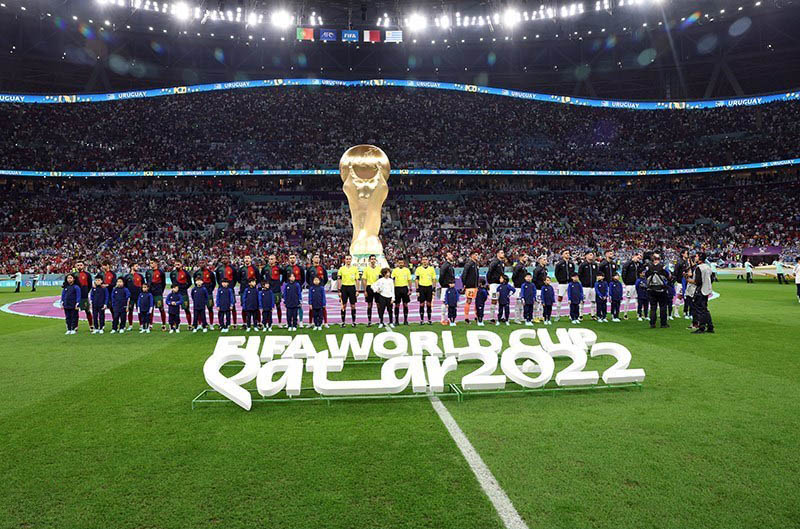
Le formazioni di Portogallo e Uruguay schierate a centrocampo prima dell'inizio della gara, che terminerà con la vittoria dei lusitani

Il gruppo H inizia con la sfida tra Uruguay e Corea del Sud, terminata senza reti dopo un incontro equilibrato, in cui la Corea del Sud, in partenza sfavorita, è riuscita a bloccare gli attacchi dell'Uruguay. Nel secondo incontro il Portogallo vince 3-2 sul Ghana in una partita combattuta fino alla fine. Cristiano Ronaldo, che trasforma un rigore in questo incontro, diventa il primo calciatore ad avere segnato in cinque diversi campionati mondiali.
Nella seconda giornata il Ghana trova la vittoria sulla Corea del Sud per 3-2, grazie anche alla doppietta di Mohammed Kudus, dopo che i coreani avevano portato il risultato sul 2-2 con le reti di Cho Gue-sung. Il Portogallo vince 2-0 sull'Uruguay con la doppietta di Bruno Fernandes, centrando la qualificazione agli ottavi, mentre il secondo verdetto è rimandato.
Nell'ultimo turno la Corea del Sud vince in rimonta contro il Portogallo con il risultato di 2-1, grazie a una rete al 91' di Hwang Hee-chan, che qualifica i coreani agli ottavi per la terza volta, che rende di fatto inutile la vittoria per 2-0 dell'Uruguay sul Ghana, con la doppietta di Giorgian De Arrascaeta. Il girone termina con le qualificazione di Portogallo, al primo posto con 6 punti, e Corea del Sud, al secondo posto con 4 punti. L'Uruguay si classifica terzo, a pari punti e pari differenza reti con la Corea del Sud, ma con minor numero di reti segnate, e viene quindi eliminato insieme al Ghana, ultimo a 3 punti.

### Fase a eliminazione diretta

#### Ottavi di finale
Gli otto abbinamenti del primo turno della fase a eliminazione diretta sono: Paesi Bassi-Stati Uniti, Argentina-Australia, Francia-Polonia, Inghilterra-Senegal, Giappone-Croazia, Brasile-Corea del Sud, Marocco-Spagna e Portogallo-Svizzera.
Nel primo incontro i Paesi Bassi vincono 3-1 contro gli Stati Uniti, grazie anche a un'ottima prestazione di Denzel Dumfries, autore di una rete e di due assist, ottenendo così il passaggio ai quarti di finale ed eliminando la formazione statunitense. Nel secondo l'Argentina, con la vittoria sull'Australia per 2-1, grazie alle reti di Lionel Messi e Julián Álvarez, avanza anch'essa ai quarti di finale.
Negli incontri del giorno dopo si riscontrano le agevoli vittorie da parte della Francia sulla Polonia con il risultato di 3-1, grazie anche a una doppietta di Kylian Mbappé, e dell'Inghilterra sul Senegal per 3-0, che portano le due squadre ad affrontarsi nei quarti di finale.
Nel terzo giorno di incontri la partita tra Giappone e Croazia termina 1-1 ai tempi regolamentari, giungendo così ai tempi supplementari e, sempre sul risultato di 1-1, lo scontro viene deciso ai tiri di rigore, vinti 3-1 dalla formazione croata, grazie soprattutto alle parate del portiere balcanico Dominik Livaković, autore di tre salvataggi. Nell'altro incontro della giornata il Brasile vince agilmente contro la Corea del Sud per 4-1 (dopo un primo tempo chiuso dai verdeoro in vantaggio per 4-0), qualificandosi così ai quarti di finale contro la Croazia.
Durante l'ultima giornata degli ottavi di finale il Marocco batte la Spagna ai tiri di rigore, eliminando le Furie Rosse contro i pronostici, raggiungendo per la prima volta nella sua storia i quarti di finale e diventando la quarta formazione africana a raggiungere i quarti di un campionato del mondo , dopo il Camerun a Italia 1990, il Senegal a Corea del Sud-Giappone 2002 e il Ghana a Sudafrica 2010. L'incontro, terminato 0-0 dopo i tempi supplementari, è stato vinto con il risultato di 3-0 dalla compagine marocchina, dopo che gli spagnoli hanno sbagliato tutti i rigori calciati. L'allenatore marocchino Walid Regragui è diventato il primo tecnico africano a qualificarsi per i quarti di finale di un campionato mondiale, peraltro in un contesto in cui per la prima volta tutte e cinque le selezioni del continente schieravano tecnici nativi del Paese da loro guidato. Nell'ultimo incontro, il Portogallo elimina la Svizzera con il nettissimo risultato di 6-1, grazie a una tripletta di Gonçalo Ramos, raggiungendo i quarti di finale per la terza volta nella propria storia.

#### Quarti di finale
Gli abbinamenti dei quarti di finale sono i seguenti: Croazia-Brasile, Paesi Bassi-Argentina, Marocco-Portogallo e Inghilterra-Francia.
Il primo quarto di finale tra Croazia e Brasile viene deciso ai tiri di rigore, dopo che i tempi regolamentari si erano conclusi sul risultato di 0-0 e i supplementari sull'1-1, frutto delle reti di Neymar per i verdeoro e di Bruno Petkovic per la Croazia. La formazione croata mette a segno tutti e quattro i rigori calciati, mentre gli errori dei brasiliani Rodrygo e Marquinhos mettono fine all'incontro. La Croazia pertanto elimina il Brasile vincendo 4-2 ai tiri di rigore e centra la seconda semifinale consecutiva.
La sfida tra Paesi Bassi e Argentina termina 2-2 nei tempi regolamentari: gli argentini, portatisi sul 2-0 con le reti di Molina e Messi, subiscono in seguito una doppia rimonta degli olandesi nel finale del secondo tempo, frutto di una doppietta di Weghorst. Il risultato rimane invariato nei tempi supplementari e nei tiri di rigore gli argentini prevalgono per 4-3.
L'incontro tra Marocco e Portogallo viene deciso dalla rete di Youssef En-Nesyri al 42' del primo tempo che, nonostante le numerose occasioni da parte del Portogallo, riesce a consegnare la vittoria al Marocco e di conseguenza a eliminare il Portogallo con il risultato di 1-0, portando per la prima volta nella storia una formazione africana in una semifinale mondiale.
L'ultimo quarto di finale tra Inghilterra e Francia viene vinto dai francesi, che si portano in vantaggio con il gol di Aurélien Tchouaméni nel primo tempo, all'inizio del secondo tempo gli inglesi vanno a segno su rigore con Harry Kane, pareggiando la partita, ma la Francia si riporta in vantaggio con la rete di Olivier Giroud. A pochi minuti dalla fine della partita viene assegnato un secondo rigore agli inglesi ma dal dischetto Kane questa volta fallisce, consegnando la vittoria e la qualificazione alle semifinali ai transalpini.

#### Semifinali

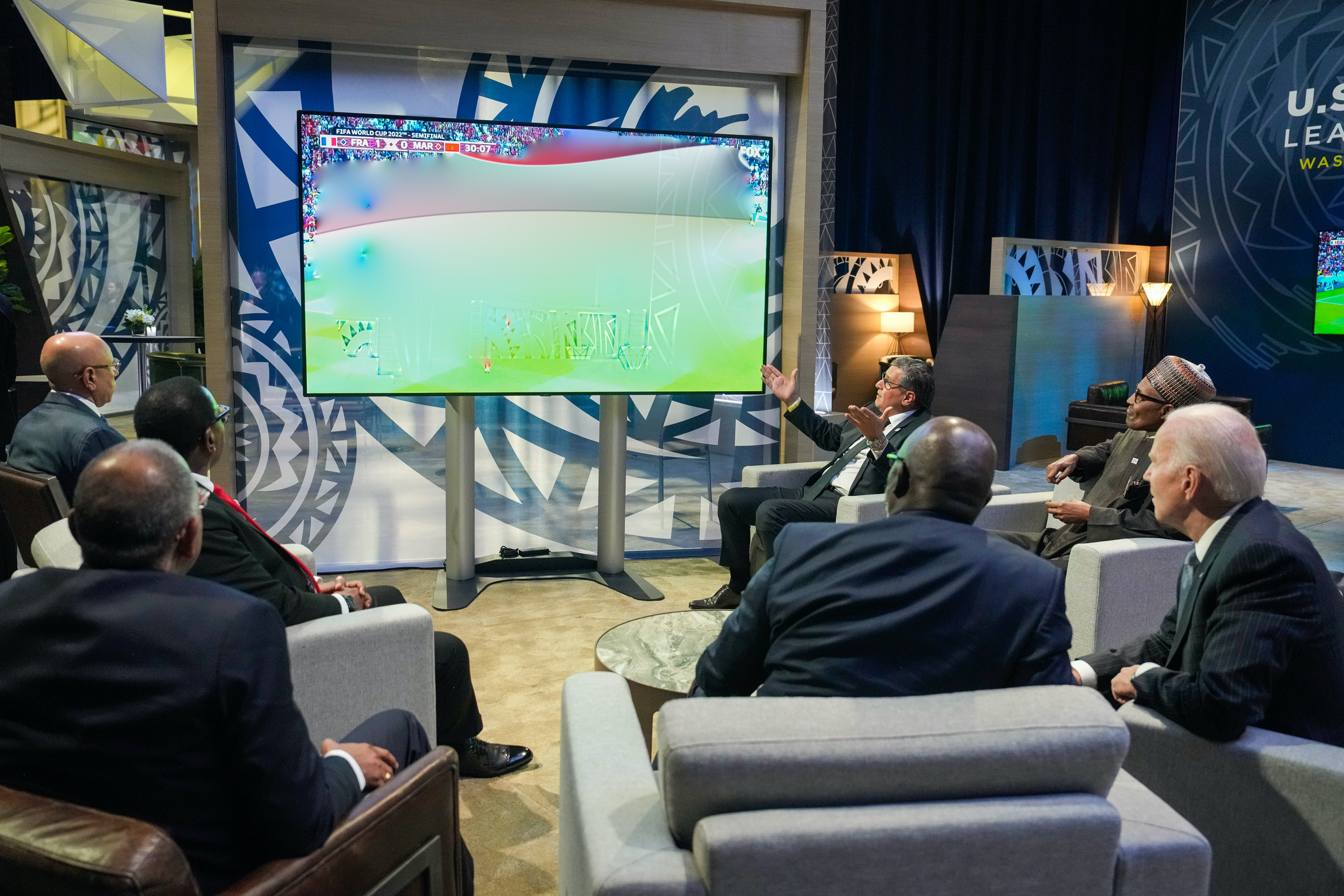
Il Capo del governo marocchino Aziz Akhannouch assiste alla semifinale tra Francia e Marocco assieme al Presidente degli Stati Uniti Joe Biden

Gli abbinamenti delle due semifinali sono Argentina-Croazia e Francia-Marocco.
Nella prima semifinale l'Argentina vince sulla Croazia per 3-0, grazie a un rigore trasformato da Lionel Messi e alla doppietta di Julián Álvarez, diventando così la prima finalista del torneo e raggiungendo per la sesta volta la finale in un campionato mondiale.
Nella seconda semifinale la Francia batte il Marocco per 2-0 con le reti di Theo Hernández e Randal Kolo Muani, diventando la seconda finalista del torneo e conquistando per la quarta volta la finale di un campionato mondiale, la seconda consecutiva dopo quella vinta nel 2018 contro la Croazia.

#### Finale per il terzo posto
La finale per il terzo posto è appannaggio di Croazia e Marocco. La gara è vinta dai balcanici per 2-1 in seguito alle reti dei croati Joško Gvardiol e Mislav Oršić inframezzate da quella del marocchino Achraf Dari. La Croazia si aggiudica per la seconda volta, dopo l'edizione del suo esordio del 1998, il terzo posto, al secondo podio consecutivo in un campionato mondiale dopo la seconda posizione nel precedente torneo del 2018. Il Marocco, quarto classificato, ottiene il miglior risultato di tutte le sue partecipazioni ai campionati mondiali, divenendo inoltre la prima squadra africana della storia della competizione a raggiungere tale piazzamento.

#### Finale
La finale per il primo posto mette di fronte Argentina e Francia. La partita verrà considerata da alcuni osservatori la migliore finale nella storia dei campionati mondiali, in virtù dei continui cambiamenti di risultato: l'Argentina si porta in vantaggio nel primo tempo per 2-0, ma viene ripresa nel giro di un minuto nel finale di secondo tempo; i sudamericani si riportano in vantaggio nel secondo tempo supplementare ma vengono nuovamente raggiunti dai transalpini, portando per la terza volta la finale ai tiri di rigore, dopo il 1994 e il 2006. I gol sono frutto della doppietta di Lionel Messi (1 rigore) e di Ángel Di María per l'Argentina, mentre Kylian Mbappé realizza una tripletta (2 rigori) per la Francia, divenendo il secondo giocatore a riuscire in tale impresa in una finale, dopo Geoff Hurst nel 1966, e il miglior marcatore di sempre nella storia delle finali mondiali in virtù della rete messa a segno nel 2018. La partita viene vinta ai tiri di rigore dall'Argentina per 4-2, che ottiene così la sua terza vittoria nella storia del campionato mondiale, a distanza di 36 anni dall'ultimo trionfo.

## Risultati

### Fase a gironi

#### Gruppo A

##### Classifica
| Pos. | Squadra     | Pt | G | V | N | P | GF | GS | DR |
| ---- | ----------- | -- | - | - | - | - | -- | -- | -- |
| 1.   | Paesi Bassi | 7  | 3 | 2 | 1 | 0 | 5  | 1  | +4 |
| 2.   | Senegal     | 6  | 3 | 2 | 0 | 1 | 5  | 4  | +1 |
| 3.   | Ecuador     | 4  | 3 | 1 | 1 | 1 | 4  | 3  | +1 |
| 4.   | Qatar       | 0  | 3 | 0 | 0 | 3 | 1  | 7  | -6 |

##### Incontri
| Arbitro: | Daniele Orsato |

|  |           |                          |
|  | Marcatori | 16’ (rig.), 31’ Valencia |

| Arbitro: | Wilton Sampaio |

|  |           |                          |
|  | Marcatori | 84’ Gakpo 90+9’ Klaassen |

| Arbitro: | Antonio Mateu Lahoz |

|             |           |                                   |
| Muntari 78’ | Marcatori | 41’ Dia 48’ Diedhiou 84’ B. Dieng |

| Arbitro: | Mustapha Ghorbal |

|          |           |              |
| Gakpo 6’ | Marcatori | 49’ Valencia |

| Arbitro: | Clément Turpin |

|             |           |                                  |
| Caicedo 67’ | Marcatori | 44’ (rig.) I. Sarr 70’ Koulibaly |

| Arbitro: | Bakary Gassama |

|                          |           |  |
| Gakpo 26’ F. de Jong 49’ | Marcatori |  |

#### Gruppo B

##### Classifica
| Pos. | Squadra     | Pt | G | V | N | P | GF | GS | DR |
| ---- | ----------- | -- | - | - | - | - | -- | -- | -- |
| 1.   | Inghilterra | 7  | 3 | 2 | 1 | 0 | 9  | 2  | +7 |
| 2.   | Stati Uniti | 5  | 3 | 1 | 2 | 0 | 2  | 1  | +1 |
| 3.   | Iran        | 3  | 3 | 1 | 0 | 2 | 4  | 7  | -3 |
| 4.   | Galles      | 1  | 3 | 0 | 1 | 2 | 1  | 6  | -5 |

##### Incontri
| Arbitro: | Raphael Claus |

|                                                                       |           |                           |
| Bellingham 35’ Saka 43’, 62’ Sterling 45+1’ Rashford 71’ Grealish 90’ | Marcatori | 65’, 90+13’ (rig.) Taremi |

| Arbitro: | Abdulrahman Al-Jassim |

|          |           |                 |
| Weah 36’ | Marcatori | 82’ (rig.) Bale |

| Arbitro: | Mario Escobar |

|  |           |                               |
|  | Marcatori | 90+8’ Cheshmi 90+11’ Rezaeian |

| Al Khawr 25 novembre 2022, ore 22:00 UTC+3 Incontro 20 | Inghilterra      | 0 – 0 referto | Stati Uniti | Stadio Al-Bayt (68 463 spett.)\| Arbitro: \| Jesús Valenzuela \| |
| Arbitro:                                               | Jesús Valenzuela |               |             |                                                                  |

| Arbitro: | Slavko Vinčić |

|  |           |                             |
|  | Marcatori | 50’, 68’ Rashford 51’ Foden |

| Arbitro: | Antonio Mateu Lahoz |

|  |           |             |
|  | Marcatori | 38’ Pulisic |

#### Gruppo C

##### Classifica
| Pos. | Squadra        | Pt | G | V | N | P | GF | GS | DR |
| ---- | -------------- | -- | - | - | - | - | -- | -- | -- |
| 1.   | Argentina      | 6  | 3 | 2 | 0 | 1 | 5  | 2  | +3 |
| 2.   | Polonia        | 4  | 3 | 1 | 1 | 1 | 2  | 2  | 0  |
| 3.   | Messico        | 4  | 3 | 1 | 1 | 1 | 2  | 3  | -1 |
| 4.   | Arabia Saudita | 3  | 3 | 1 | 0 | 2 | 3  | 5  | -2 |

##### Incontri
| Arbitro: | Slavko Vinčić |

|                  |           |                              |
| Messi 10’ (rig.) | Marcatori | 48’ Al-Shehri 53’ Al-Dawsari |

| Doha 22 novembre 2022, ore 19:00 UTC+3 Incontro 7 | Messico     | 0 – 0 referto | Polonia | Stadio 974 (39 369 spett.)\| Arbitro: \| Chris Beath \| |
| Arbitro:                                          | Chris Beath |               |         |                                                         |

| Arbitro: | Wilton Sampaio |

|                               |           |  |
| Zieliński 39’ Lewandowski 82’ | Marcatori |  |

| Arbitro: | Daniele Orsato |

|                         |           |  |
| Messi 64’ Fernández 87’ | Marcatori |  |

| Arbitro: | Danny Makkelie |

|  |           |                              |
|  | Marcatori | 46’ Mac Allister 67’ Álvarez |

| Arbitro: | Michael Oliver |

|                  |           |                       |
| Al-Dawsari 90+5’ | Marcatori | 47’ Martín 52’ Chávez |

#### Gruppo D

##### Classifica
| Pos. | Squadra   | Pt | G | V | N | P | GF | GS | DR |
| ---- | --------- | -- | - | - | - | - | -- | -- | -- |
| 1.   | Francia   | 6  | 3 | 2 | 0 | 1 | 6  | 3  | +3 |
| 2.   | Australia | 6  | 3 | 2 | 0 | 1 | 3  | 4  | -1 |
| 3.   | Tunisia   | 4  | 3 | 1 | 1 | 1 | 1  | 1  | 0  |
| 4.   | Danimarca | 1  | 3 | 0 | 1 | 2 | 1  | 3  | -2 |

##### Incontri
| Al Rayyan 22 novembre 2022, ore 16:00 UTC+3 Incontro 6 | Danimarca              | 0 – 0 referto | Tunisia | Education City Stadium (42 925 spett.)\| Arbitro: \| César Ramos Palazuelos \| |
| Arbitro:                                               | César Ramos Palazuelos |               |         |                                                                                |

| Arbitro: | Victor Gomes |

|                                       |           |            |
| Rabiot 27’ Giroud 32’, 71’ Mbappé 68’ | Marcatori | 9’ Goodwin |

| Arbitro: | Daniel Siebert |

|  |           |          |
|  | Marcatori | 23’ Duke |

| Arbitro: | Szymon Marciniak |

|                 |           |                    |
| Mbappé 61’, 86’ | Marcatori | 68’ A. Christensen |

| Arbitro: | Mustapha Ghorbal |

|            |           |  |
| Leckie 60’ | Marcatori |  |

| Arbitro: | Matthew Conger |

|            |           |  |
| Khazri 58’ | Marcatori |  |

#### Gruppo E

##### Classifica
| Pos. | Squadra    | Pt | G | V | N | P | GF | GS | DR |
| ---- | ---------- | -- | - | - | - | - | -- | -- | -- |
| 1.   | Giappone   | 6  | 3 | 2 | 0 | 1 | 4  | 3  | +1 |
| 2.   | Spagna     | 4  | 3 | 1 | 1 | 1 | 9  | 3  | +6 |
| 3.   | Germania   | 4  | 3 | 1 | 1 | 1 | 6  | 5  | +1 |
| 4.   | Costa Rica | 3  | 3 | 1 | 0 | 2 | 3  | 11 | -8 |

##### Incontri
| Arbitro: | Iván Barton |

|                     |           |                    |
| Gündoğan 33’ (rig.) | Marcatori | 75’ Dōan 83’ Asano |

| Arbitro: | Mohammed Abdulla Hassan |

|                                                                                |           |  |
| Olmo 11’ Asensio 21’ F. Torres 31’ (rig.), 54’ Gavi 74’ Soler 90’ Morata 90+2’ | Marcatori |  |

| Arbitro: | Michael Oliver |

|  |           |            |
|  | Marcatori | 81’ Fuller |

| Arbitro: | Danny Makkelie |

|            |           |              |
| Morata 62’ | Marcatori | 83’ Füllkrug |

| Arbitro: | Victor Gomes |

|                     |           |            |
| Dōan 48’ Tanaka 51’ | Marcatori | 11’ Morata |

| Arbitro: | Stéphanie Frappart |

|                       |           |                                          |
| Tejeda 58’ Vargas 70’ | Marcatori | 10’ Gnabry 73’, 85’ Havertz 89’ Füllkrug |

#### Gruppo F

##### Classifica
| Pos. | Squadra | Pt | G | V | N | P | GF | GS | DR |
| ---- | ------- | -- | - | - | - | - | -- | -- | -- |
| 1.   | Marocco | 7  | 3 | 2 | 1 | 0 | 4  | 1  | +3 |
| 2.   | Croazia | 5  | 3 | 1 | 2 | 0 | 4  | 1  | +3 |
| 3.   | Belgio  | 4  | 3 | 1 | 1 | 1 | 1  | 2  | -1 |
| 4.   | Canada  | 0  | 3 | 0 | 0 | 3 | 2  | 7  | -5 |

##### Incontri
| Al Khawr 23 novembre 2022, ore 13:00 UTC+3 Incontro 12 | Marocco            | 0 – 0 referto | Croazia | Stadio Al-Bayt (59 407 spett.)\| Arbitro: \| Fernando Rapallini \| |
| Arbitro:                                               | Fernando Rapallini |               |         |                                                                    |

| Arbitro: | Janny Sikazwe |

|               |           |  |
| Batshuayi 44’ | Marcatori |  |

| Arbitro: | César Ramos Palazuelos |

|  |           |                           |
|  | Marcatori | 73’ Saïss 90+2’ Aboukhlal |

| Arbitro: | Andrés Matonte |

|                                          |           |           |
| Kramarić 36’, 70’ Livaja 44’ Majer 90+4’ | Marcatori | 2’ Davies |

| Al Rayyan 1º dicembre 2022, ore 18:00 UTC+3 Incontro 41 | Croazia        | 0 – 0 referto | Belgio | Stadio Ahmed bin Ali (43 984 spett.)\| Arbitro: \| Anthony Taylor \| |
| Arbitro:                                                | Anthony Taylor |               |        |                                                                      |

| Arbitro: | Raphael Claus |

|                   |           |                         |
| Aguerd 40’ (aut.) | Marcatori | 4’ Ziyech 23’ En-Nesyri |

#### Gruppo G

##### Classifica
| Pos. | Squadra  | Pt | G | V | N | P | GF | GS | DR |
| ---- | -------- | -- | - | - | - | - | -- | -- | -- |
| 1.   | Brasile  | 6  | 3 | 2 | 0 | 1 | 3  | 1  | +2 |
| 2.   | Svizzera | 6  | 3 | 2 | 0 | 1 | 4  | 3  | +1 |
| 3.   | Camerun  | 4  | 3 | 1 | 1 | 1 | 4  | 4  | 0  |
| 4.   | Serbia   | 1  | 3 | 0 | 1 | 2 | 5  | 8  | -3 |

##### Incontri
| Arbitro: | Facundo Tello |

|            |           |  |
| Embolo 48’ | Marcatori |  |

| Arbitro: | Alireza Faghani |

|                      |           |  |
| Richarlison 62’, 73’ | Marcatori |  |

| Arbitro: | Mohammed Abdulla Hassan |

|                                                 |           |                                                          |
| Castelletto 29’ Aboubakar 63’ Choupo-Moting 66’ | Marcatori | 45+1’ Pavlović 45+3’ S. Milinković-Savić 53’ A. Mitrović |

| Arbitro: | Iván Barton |

|              |           |  |
| Casemiro 83’ | Marcatori |  |

| Arbitro: | Fernando Rapallini |

|                              |           |                                    |
| A. Mitrović 26’ Vlahović 35’ | Marcatori | 20’ Shaqiri 44’ Embolo 48’ Freuler |

| Arbitro: | Ismail Elfath |

|                 |           |  |
| Aboubakar 90+2’ | Marcatori |  |

#### Gruppo H

##### Classifica
| Pos. | Squadra       | Pt | G | V | N | P | GF | GS | DR |
| ---- | ------------- | -- | - | - | - | - | -- | -- | -- |
| 1.   | Portogallo    | 6  | 3 | 2 | 0 | 1 | 6  | 4  | +2 |
| 2.   | Corea del Sud | 4  | 3 | 1 | 1 | 1 | 4  | 4  | 0  |
| 3.   | Uruguay       | 4  | 3 | 1 | 1 | 1 | 2  | 2  | 0  |
| 4.   | Ghana         | 3  | 3 | 1 | 0 | 2 | 5  | 7  | -2 |

##### Incontri
| Al Rayyan 24 novembre 2022, ore 16:00 UTC+3 Incontro 14 | Uruguay        | 0 – 0 referto | Corea del Sud | Education City Stadium (41 663 spett.)\| Arbitro: \| Clément Turpin \| |
| Arbitro:                                                | Clément Turpin |               |               |                                                                        |

| Arbitro: | Ismail Elfath |

|                                            |           |                        |
| Ronaldo 65’ (rig.) João Félix 78’ Leão 80’ | Marcatori | 73’ A. Ayew 89’ Bukari |

| Arbitro: | Anthony Taylor |

|                 |           |                           |
| Cho G. 58’, 61’ | Marcatori | 24’ Salisu 34’, 68’ Kudus |

| Arbitro: | Alireza Faghani |

|                             |           |  |
| Fernandes 54’, 90+3’ (rig.) | Marcatori |  |

| Arbitro: | Daniel Siebert |

|  |           |                        |
|  | Marcatori | 26’, 32’ De Arrascaeta |

| Arbitro: | Facundo Tello |

|                           |           |          |
| Kim Y. 27’ Hwang H. 90+1’ | Marcatori | 5’ Horta |

### Fase a eliminazione diretta

#### Tabellone
|  | Ottavi di finale | Ottavi di finale | Ottavi di finale |                 |                 | Quarti di finale | Quarti di finale | Quarti di finale |         |         | Semifinali | Semifinali | Semifinali |                           |                           | Finale                    | Finale | Finale |  |
|  |                  |                  |                  |                 |                 |                  |                  |                  |         |         |            |            |            |                           |                           |                           |        |        |  |
|  | 1A               | Paesi Bassi      | 3                |                 |                 |                  |                  |                  |         |         |            |            |            |                           |                           |                           |        |        |  |
|  | 1A               | Paesi Bassi      | 3                |                 |                 |                  |                  |                  |         |         |            |            |            |                           |                           |                           |        |        |  |
|  | 2B               | Stati Uniti      | 1                |                 |                 |                  |                  |                  |         |         |            |            |            |                           |                           |                           |        |        |  |
|  | 2B               | Stati Uniti      | 1                |                 | Paesi Bassi     | Paesi Bassi      | 2 (3)            |                  |         |         |            |            |            |                           |                           |                           |        |        |  |
|  |                  |                  |                  |                 | Paesi Bassi     | Paesi Bassi      | 2 (3)            |                  |         |         |            |            |            |                           |                           |                           |        |        |  |
|  |                  |                  | Argentina (dtr)  | Argentina (dtr) | 2 (4)           |                  |                  |                  |         |         |            |            |            |                           |                           |                           |        |        |  |
|  | 1C               | Argentina        | Argentina (dtr)  | Argentina (dtr) | 2 (4)           | 2                |                  |                  |         |         |            |            |            |                           |                           |                           |        |        |  |
|  | 1C               | Argentina        |                  |                 |                 |                  |                  |                  |         |         |            |            |            |                           |                           |                           |        |        |  |
|  | 2D               | Australia        | 1                |                 |                 |                  |                  |                  |         |         |            |            |            |                           |                           |                           |        |        |  |
|  | 2D               | Australia        | 1                |                 | Argentina       | Argentina        | 3                |                  |         |         |            |            |            |                           |                           |                           |        |        |  |
|  |                  |                  |                  |                 |                 |                  |                  |                  |         |         |            |            |            |                           |                           |                           |        |        |  |
|  |                  |                  | Croazia          | Croazia         | 0               |                  |                  |                  |         |         |            |            |            |                           |                           |                           |        |        |  |
|  | 1E               | Giappone         | Croazia          | Croazia         | 0               | 1 (1)            |                  |                  |         |         |            |            |            |                           |                           |                           |        |        |  |
|  | 1E               | Giappone         |                  |                 |                 |                  |                  |                  |         |         |            |            |            |                           |                           |                           |        |        |  |
|  | 2F               | Croazia (dtr)    | 1 (3)            |                 |                 |                  |                  |                  |         |         |            |            |            |                           |                           |                           |        |        |  |
|  | 2F               | Croazia (dtr)    | 1 (3)            |                 | Croazia (dtr)   | Croazia (dtr)    | 1 (4)            |                  |         |         |            |            |            |                           |                           |                           |        |        |  |
|  |                  |                  |                  |                 | Croazia (dtr)   | Croazia (dtr)    | 1 (4)            |                  |         |         |            |            |            |                           |                           |                           |        |        |  |
|  |                  |                  | Brasile          | Brasile         | 1 (2)           |                  |                  |                  |         |         |            |            |            |                           |                           |                           |        |        |  |
|  | 1G               | Brasile          | Brasile          | Brasile         | 1 (2)           | 4                |                  |                  |         |         |            |            |            |                           |                           |                           |        |        |  |
|  | 1G               | Brasile          |                  |                 |                 |                  |                  |                  |         |         |            |            |            |                           |                           |                           |        |        |  |
|  | 2H               | Corea del Sud    | 1                |                 |                 |                  |                  |                  |         |         |            |            |            |                           |                           |                           |        |        |  |
|  | 2H               | Corea del Sud    | 1                |                 | Argentina (dtr) | Argentina (dtr)  | 3 (4)            |                  |         |         |            |            |            |                           |                           |                           |        |        |  |
|  |                  |                  |                  |                 |                 |                  |                  |                  |         |         |            |            |            |                           |                           |                           |        |        |  |
|  |                  |                  | Francia          | Francia         | 3 (2)           |                  |                  |                  |         |         |            |            |            |                           |                           |                           |        |        |  |
|  | 1B               | Inghilterra      | Francia          | Francia         | 3 (2)           | 3                |                  |                  |         |         |            |            |            |                           |                           |                           |        |        |  |
|  | 1B               | Inghilterra      |                  |                 |                 | 3                |                  |                  |         |         |            |            |            |                           |                           |                           |        |        |  |
|  | 2A               | Senegal          | 0                |                 |                 |                  |                  |                  |         |         |            |            |            |                           |                           |                           |        |        |  |
|  | 2A               | Senegal          | 0                |                 | Inghilterra     | Inghilterra      | 1                |                  |         |         |            |            |            |                           |                           |                           |        |        |  |
|  |                  |                  |                  |                 | Inghilterra     | Inghilterra      | 1                |                  |         |         |            |            |            |                           |                           |                           |        |        |  |
|  |                  |                  | Francia          | Francia         | 2               |                  |                  |                  |         |         |            |            |            |                           |                           |                           |        |        |  |
|  | 1D               | Francia          | Francia          | Francia         | 2               | 3                |                  |                  |         |         |            |            |            |                           |                           |                           |        |        |  |
|  | 1D               | Francia          |                  |                 |                 |                  |                  |                  |         |         |            |            |            |                           |                           |                           |        |        |  |
|  | 2C               | Polonia          | 1                |                 |                 |                  |                  |                  |         |         |            |            |            |                           |                           |                           |        |        |  |
|  | 2C               | Polonia          | 1                |                 | Francia         | Francia          | 2                |                  |         |         |            |            |            |                           |                           |                           |        |        |  |
|  |                  |                  |                  |                 |                 |                  |                  |                  |         |         |            |            |            |                           |                           |                           |        |        |  |
|  |                  |                  | Marocco          | Marocco         | 0               |                  |                  |                  |         |         |            |            |            |                           |                           |                           |        |        |  |
|  | 1F               | Marocco (dtr)    | Marocco          | Marocco         | 0               | 0 (3)            |                  |                  |         |         |            |            |            | Finale per il terzo posto | Finale per il terzo posto | Finale per il terzo posto |        |        |  |
|  | 1F               | Marocco (dtr)    |                  |                 |                 |                  |                  |                  |         |         |            |            |            |                           |                           |                           |        |        |  |
|  | 2E               | Spagna           | 0 (0)            |                 |                 |                  |                  |                  |         |         |            |            |            |                           |                           |                           |        |        |  |
|  | 2E               | Spagna           | 0 (0)            |                 | Marocco         | Marocco          | 1                |                  |         | Croazia | Croazia    | 2          |            |                           |                           |                           |        |        |  |
|  |                  |                  |                  |                 | Marocco         | Marocco          | 1                |                  |         | Croazia | Croazia    | 2          |            |                           |                           |                           |        |        |  |
|  |                  |                  | Portogallo       | Portogallo      | 0               |                  |                  | Marocco          | Marocco | 1       |            |            |            |                           |                           |                           |        |        |  |
|  | 1H               | Portogallo       | Portogallo       | Portogallo      | 0               | 6                |                  | Marocco          | Marocco | 1       |            |            |            |                           |                           |                           |        |        |  |
|  | 1H               | Portogallo       |                  |                 |                 |                  |                  |                  |         |         |            |            |            |                           |                           |                           |        |        |  |
|  | 2G               | Svizzera         | 1                |                 |                 |                  |                  |                  |         |         |            |            |            |                           |                           |                           |        |        |  |

#### Ottavi di finale
| Arbitro: | Wilton Sampaio |

|                                    |           |            |
| Depay 10’ Blind 45+1’ Dumfries 81’ | Marcatori | 76’ Wright |

| Arbitro: | Szymon Marciniak |

|                       |           |                      |
| Messi 35’ Álvarez 57’ | Marcatori | 77’ (aut.) Fernández |

| Arbitro: | Jesús Valenzuela |

|                              |           |                          |
| Giroud 44’ Mbappé 74’, 90+1’ | Marcatori | 90+9’ (rig.) Lewandowski |

| Arbitro: | Iván Barton |

|                                   |           |  |
| Henderson 38’ Kane 45+3’ Saka 57’ | Marcatori |  |

| Arbitro: | Ismail Elfath |

|                               |                      |                                |
| Maeda 43’                     | Marcatori            | 55’ Perišić                    |
| Minamino Mitoma Asano Yoshida | Tiri di rigore 1 – 3 | Vlašić Brozović Livaja Pašalić |

| Arbitro: | Clément Turpin |

|                                                           |           |          |
| Vinícius 7’ Neymar 13’ (rig.) Richarlison 29’ Paquetá 36’ | Marcatori | 76’ Paik |

| Arbitro: | Fernando Rapallini |

|                             |                      |                        |
| Sabiri Ziyech Benoun Hakimi | Tiri di rigore 3 – 0 | Sarabia Soler Busquets |

| Arbitro: | César Ramos Palazuelos |

|                                                       |           |            |
| Ramos 17’, 51’, 67’ Pepe 33’ Guerreiro 55’ Leão 90+2’ | Marcatori | 58’ Akanji |

#### Quarti di finale
| Arbitro: | Michael Oliver |

|                           |                      |                                   |
| Petković 117’             | Marcatori            | 105+1’ Neymar                     |
| Vlašić Majer Modrić Oršić | Tiri di rigore 4 – 2 | Rodrygo Casemiro Pedro Marquinhos |

| Arbitro: | Antonio Mateu Lahoz |

|                                                   |                      |                                              |
| Weghorst 83’, 90+11’                              | Marcatori            | 35’ Molina 73’ (rig.) Messi                  |
| Van Dijk Berghuis Koopmeiners Weghorst L. de Jong | Tiri di rigore 3 – 4 | Messi Paredes Montiel Fernández La. Martínez |

| Arbitro: | Facundo Tello |

|               |           |  |
| En-Nesyri 42’ | Marcatori |  |

| Arbitro: | Wilton Sampaio |

|                 |           |                           |
| Kane 54’ (rig.) | Marcatori | 17’ Tchouaméni 78’ Giroud |

#### Semifinali
| Arbitro: | Daniele Orsato |

|                                   |           |  |
| Messi 34’ (rig.) Álvarez 39’, 69’ | Marcatori |  |

| Arbitro: | César Ramos Palazuelos |

|                                |           |  |
| T. Hernández 5’ Kolo Muani 79’ | Marcatori |  |

#### Finale per il terzo posto
| Arbitro: | Abdulrahman Al-Jassim |

|                       |           |         |
| Gvardiol 7’ Oršić 42’ | Marcatori | 9’ Dari |

#### Finale
| Arbitro: | Szymon Marciniak |

|                                     |                      |                                     |
| Messi 23’ (rig.), 108’ Di María 36’ | Marcatori            | 80’ (rig.), 81’, 118’ (rig.) Mbappé |
| Messi Dybala Paredes Montiel        | Tiri di rigore 4 – 2 | Mbappé Coman Tchouaméni Kolo Muani  |

## Statistiche

### Classifica marcatori
8 reti
- Kylian Mbappé (2 rig.)

7 reti
- Lionel Messi (4 rig.)

4 reti
- Julián Álvarez
- Olivier Giroud

3 reti
- Richarlison
- Enner Valencia (1 rig.)
- Marcus Rashford
- Bukayo Saka
- Cody Gakpo
- Gonçalo Ramos
- Álvaro Morata

2 reti
- Salem Al-Dawsari
- Neymar (1 rig.)
- Vincent Aboubakar
- Cho Gue-sung
- Andrej Kramarić
- Niclas Füllkrug
- Kai Havertz
- Mohammed Kudus
- Ritsu Dōan
- Harry Kane (1 rig.)
- Mehdi Taremi (1 rig.)
- Youssef En-Nesyri
- Wout Weghorst
- Robert Lewandowski (1 rig.)
- Bruno Fernandes (1 rig.)
- Rafael Leão
- Aleksandar Mitrović
- Ferrán Torres (1 rig.)
- Breel Embolo
- Giorgian De Arrascaeta

1 rete
- Saleh Al-Shehri
- Ángel Di María
- Enzo Fernández
- Alexis Mac Allister
- Nahuel Molina
- Mitchell Duke
- Craig Goodwin
- Mathew Leckie
- Michy Batshuayi
- Casemiro
- Lucas Paquetá
- Vinícius Júnior
- Jean-Charles Castelletto
- Eric Maxim Choupo-Moting
- Alphonso Davies
- Hwang Hee-chan
- Kim Young-gwon
- Paik Seung-ho
- Keysher Fuller
- Yeltsin Tejeda
- Juan Pablo Vargas
- Joško Gvardiol
- Marko Livaja
- Lovro Majer
- Mislav Oršić
- Ivan Perišić
- Bruno Petković
- Andreas Christensen
- Moisés Caicedo
- Theo Hernández
- Randal Kolo Muani
- Adrien Rabiot
- Aurélien Tchouaméni
- Gareth Bale (1 rig.)
- Serge Gnabry
- İlkay Gündoğan (1 rig.)
- André Ayew
- Osman Bukari
- Mohammed Salisu
- Takuma Asano
- Daizen Maeda
- Ao Tanaka
- Jude Bellingham
- Phil Foden
- Jack Grealish
- Jordan Henderson
- Raheem Sterling
- Rouzbeh Cheshmi
- Ramin Rezaeian
- Zakaria Aboukhlal
- Achraf Dari
- Romain Saïss
- Hakim Ziyech
- Luis Chávez
- Henry Martín
- Daley Blind
- Memphis Depay
- Denzel Dumfries
- Frenkie de Jong
- Davy Klaassen
- Piotr Zieliński
- João Félix
- Raphaël Guerreiro
- Ricardo Horta
- Pepe
- Cristiano Ronaldo (1 rig.)
- Mohammed Muntari
- Boulaye Dia
- Famara Diedhiou
- Bamba Dieng
- Kalidou Koulibaly
- Ismaïla Sarr (1 rig.)
- Sergej Milinković-Savić
- Strahinja Pavlović
- Dušan Vlahović
- Marco Asensio
- Gavi
- Dani Olmo
- Carlos Soler
- Christian Pulisic
- Timothy Weah
- Haji Wright
- Manuel Akanji
- Remo Freuler
- Xherdan Shaqiri
- Wahbi Khazri

Autoreti
- Enzo Fernández (1, pro  Australia)
- Nayef Aguerd (1, pro  Canada)

### Record
- Gol più veloce: Alphonso Davies (Croazia-Canada, fase a gironi, 27 novembre, 2')
- Gol più tardivo: Kylian Mbappé (Argentina-Francia, finale, 18 dicembre, 118')
- Primo gol: Enner Valencia (Qatar-Ecuador, partita inaugurale, 20 novembre, 16')
- Ultimo gol: Kylian Mbappé (Argentina-Francia, finale, 18 dicembre, 118')
- Miglior attacco: Francia (16 reti segnate)
- Peggior attacco: Belgio, Danimarca, Galles, Qatar e Tunisia (1 rete segnata)
- Miglior difesa: Tunisia (1 rete subita)
- Peggior difesa: Costa Rica (11 reti subite)
- Miglior differenza reti: Inghilterra (+9)
- Peggior differenza reti: Costa Rica (-8)
- Partita con il maggior numero di gol: Inghilterra-Iran 6-2 (fase a gironi, 21 novembre, 8 gol)
- Partita con il maggior scarto di gol: Spagna-Costa Rica 7-0 (fase a gironi, 23 novembre, 7 gol di scarto)
- Partita con il maggior numero di spettatori: Argentina-Messico (fase a gironi, 26 novembre), Argentina-Croazia (semifinali, 13 dicembre) e Argentina-Francia (finale, 18 dicembre) (88 966 spettatori)
- Partita con il minor numero di spettatori: Svizzera-Camerun (fase a gironi, 24 novembre, 39 089 spettatori)
- Media spettatori: 53 191 (3º posto nella storia dei campionati mondiali).

### Premi
- Pallone d'oro:  Lionel Messi
- Scarpa d'oro:  Kylian Mbappé
- Guanto d'oro:  Emiliano Martínez
- Miglior giovane:  Enzo Fernández
- Trofeo FIFA Fair Play:  Inghilterra

## La squadra vincitrice
La squadra argentina campione del mondo 2022.
| Argentina                           | Argentina         | Argentina           |
| Numero                              | Giocatore         | Squadra 2022        |
| Portieri                            | Portieri          | Portieri            |
| ----------------------------------- | ----------------- | ------------------- |
| 1                                   | Franco Armani     | River Plate         |
| 12                                  | Rulli             | Villarreal          |
| 23                                  | Emiliano Martínez | Aston Villa         |
| Difensori                           |                   |                     |
| 2                                   | Foyth             | Villarreal          |
| 3                                   | Tagliafico        | Olympique Lione     |
| 4                                   | Montiel           | Siviglia            |
| 6                                   | Pezzella          | Betis               |
| 8                                   | Acuña             | Siviglia            |
| 13                                  | Cristian Romero   | Tottenham           |
| 19                                  | Otamendi          | Benfica             |
| 25                                  | Lisandro Martínez | Manchester Utd      |
| 26                                  | Molina            | Atlético Madrid     |
| Centrocampisti                      |                   |                     |
| 5                                   | Paredes           | Juventus            |
| 7                                   | de Paul           | Atlético Madrid     |
| 14                                  | Palacios          | Bayer Leverkusen    |
| 15                                  | Ángel Correa      | Atlético Madrid     |
| 16                                  | Almada            | Atlanta United      |
| 17                                  | Alejandro Gómez   | Siviglia            |
| 18                                  | Guido Rodríguez   | Betis               |
| 20                                  | Mac Allister      | Brighton            |
| 24                                  | Enzo Fernández    | Benfica             |
| Attaccanti                          |                   |                     |
| 9                                   | Julián Álvarez    | Manchester City     |
| 10                                  | Lionel Messi      | Paris Saint-Germain |
| 11                                  | Di María          | Juventus            |
| 21                                  | Dybala            | Roma                |
| 22                                  | Lautaro Martínez  | Inter               |
| Commissario Tecnico: Lionel Scaloni |                   |                     |

## Premi
- Scarpa d'oro:  Kylian Mbappé (8)
- Pallone d'oro:  Lionel Messi
- Guanto d'oro:  Emiliano Martínez
- Miglior giovane:  Enzo Fernández

|         | Miglior marcatore (Scarpa d'oro) | Miglior giocatore (Pallone d'oro) | Miglior portiere (Guanto d'oro) | Miglior giovane | Premio FIFA Fair Play |
| ------- | -------------------------------- | --------------------------------- | ------------------------------- | --------------- | --------------------- |
| Oro     | Kylian Mbappé (8)                | Lionel Messi                      | Emiliano Martínez               | Enzo Fernández  | Inghilterra           |
| Argento | Lionel Messi (7)                 | Kylian Mbappé                     | Non assegnato                   | Non assegnato   | Non assegnato         |
| Bronzo  | Julián Álvarez (4)               | Luka Modric                       | Non assegnato                   | Non assegnato   | Non assegnato         |

### All-Star Team
| Portieri          | Difensori                                                   | Centrocampisti                               | Attaccanti                                |
| ----------------- | ----------------------------------------------------------- | -------------------------------------------- | ----------------------------------------- |
| Emiliano Martínez | Theo Hernandez Cristian Romero Joško Gvardiol Achraf Hakimi | Antoine Griezmann Luka Modrić Sofyan Amrabat | Lionel Messi Olivier Giroud Kylian Mbappé |

## Critiche e controversie

### Assegnazione
L'assegnazione del torneo allo Stato qatariota non mancò di suscitare polemiche già al momento dell'ufficialità della decisione, ritenuta sbagliata dall'allora presidente statunitense Barack Obama. Nel giugno 2014, a ridosso del Mondiale brasiliano, il The Sunday Times mosse accuse di corruzione; venne avanzata l'ipotesi che Mohamed bin Hammam (squalificato dalla FIFA nel 2011 poiché ritenuto colpevole di brogli elettorali) avesse elargito tangenti alle altre confederazioni per "pilotare" l'esito del sorteggio. Malgrado le notizie di rinvenimento delle prove (documenti e posta elettronica) di corruzione, la FIFA dichiarò di non aver riscontrato irregolarità nell'assegnazione del torneo. Nel 2018, lo stesso The Sunday Times rinnovò l'accusa sostenendo di avere prove in merito al sabotaggio delle altre candidature; anche in tal caso non venne riscontrato alcun indizio a sostegno. Alcuni mesi più tardi, nel giugno 2019, Michel Platini, presidente dell'UEFA dal 2007 al 2016, fu posto in stato di arresto con analoghe accuse. Dichiaratosi estraneo ai fatti, l'ex calciatore francese fu rilasciato subito dopo. Diversi funzionari della FIFA sono stati accusati di corruzione e di aver accettato che il Qatar "acquistasse" l'organizzazione della Coppa del Mondo. In seguito, lo stesso Sepp Blatter, presidente della FIFA al momento dell'assegnazione del torneo, ha detto che la scelta del Qatar "è stato un errore" per via delle temperature estreme nel Paese nel periodo estivo.

### Diritti umani
Diverse associazioni avevano espresso preoccupazione sin dal momento dell'assegnazione dell'organizzazione sull'idoneità del Qatar a ospitare l'evento, ponendo interrogativi sul rispetto dei diritti umani, in particolare sulle condizioni di lavoro dei lavoratori e sui diritti LGBT nel Paese, dal momento che l'omosessualità è illegale e punita con l'incarcerazione, così come accuse al Qatar di sostenere il terrorismo islamista sia diplomaticamente sia finanziariamente.
L'8 novembre 2022, in un'intervista alla televisione pubblica tedesca ZDF, Khalid Salman, ex calciatore della nazionale qatariota e tra gli ambasciatori della Coppa del Mondo, ha dichiarato che "l'omosessualità è un danno mentale"; l'intervista è stata immediatamente interrotta da membri del comitato organizzatore.
Nel corso della manifestazione, gli addetti alla sicurezza negli stadi hanno confiscato capi d'abbigliamento arcobaleno, bandiere con arcobaleni, legati o meno al Pride, e hanno intimidito i tifosi. Il giornalista americano Grant Wahl è stato trattenuto dalle autorità per aver indossato una maglietta con un arcobaleno, simbolo della comunità LGBTI+.
Prima del fischio d'inizio della partita inaugurale del Gruppo E, la Germania ha posato nella foto di squadra portandosi la mano destra davanti alla bocca come segno di protesta nei confronti del divieto applicato dalla FIFA verso la decisione del portiere Manuel Neuer di indossare la fascia da capitano riportante la scritta "One Love" in difesa dei diritti LGBT ripetutamente violati nell'Emirato. Pochi istanti dopo la decisione presa, con un comunicato postato sui propri account social la Federcalcio tedesca ha spiegato così la protesta dei propri calciatori:

### Condizioni di lavoro
In un rapporto della Confederazione sindacale internazionale del 2015 è stato stimato che quasi 7 000 lavoratori sarebbero morti prima dell'inizio della Coppa del Mondo. La Fondazione internazionale per la democrazia ha stimato un totale di 10 000 lavoratori immigranti morti nei cantieri per la costruzione degli stadi e delle infrastrutture. Amnesty International ha denunciato pratiche di abuso e sfruttamento nei confronti dei lavoratori, soprattutto migranti, nella costruzione degli stadi. Ha evidenziato anche casi di minacce dovute a denunce sulle condizioni di vita, ritardi nel pagamento dei salari e alti costi di assunzione. Il quotidiano britannico The Guardian, in un articolo pubblicato nel febbraio 2021, ha rivelato che circa 6 500 lavoratori migranti erano morti, anche se il "numero totale delle vittime è significativamente più alto, poiché queste cifre non includono i decessi di diversi Paesi che inviano un gran numero di lavoratori in Qatar, comprese le Filippine e il Kenya. Non sono inclusi anche i decessi avvenuti negli ultimi mesi del 2020". Amnesty International ha poi chiesto al governo del Qatar risposte sulla morte dei lavoratori migranti. Il Qatar ha annunciato nel maggio 2021 una serie di misure volte a proteggere i lavoratori migranti, sebbene per circa il 70% dei decessi non siano state fornite giustificazioni.
In occasione della prima partita di qualificazione la nazionale norvegese ha voluto prendere posizione a favore dei diritti umani chiedendo alla FIFA di essere "diretta e ferma nei confronti delle autorità del Qatar". La nazionale danese, tra le più attive nel richiedere il rispetto dei diritti umani, aveva richiesto di poter indossare durante gli allenamenti una maglietta con la scritta "Diritti umani per tutti", ma non ha ricevuto l'autorizzazione dalla FIFA.

### Boicottaggio
A pochi mesi dall'inizio dell'evento, alcune tifoserie di diverse squadre europee hanno esposto striscioni in segno di protesta per la scelta del Qatar quale paese ospitante dei mondiali, esprimendo attraverso il motto Boycott Qatar 2022 l'intenzione di boicottare il Mondiale. Tra le tifoserie che hanno manifestato il boicottaggio ci sono state anche quelle di squadre di Serie A, Serie B e Bundesliga, per esempio le curve di Bologna, Cosenza e Borussia Dortmund.

### Spettacolo e inno del campionato
Nelle settimane precedenti all'inizio del campionato, Dua Lipa e Shakira hanno annunciato di aver rifiutato di esibirsi nel corso della cerimonia di apertura e di collaborare per l'inno del campionato in virtù delle violazioni dei diritti umani attuate dalle politiche interne dell'Emirato. Il cantante britannico Rod Stewart ha dichiarato di aver rifiutato una sostanziosa offerta di esibirsi nel Paese: "Mi hanno offerto un sacco di soldi, più di un milione di dollari, per suonare lì [in Qatar]. Ho rifiutato. Non è giusto andarci." Inoltre l'ambasciatore del campionato, David Beckham, è stato criticato dai sostenitori dei diritti LGBT nel Regno Unito per aver prestato il proprio volto all'evento in cambio di 10 milioni di dollari, tra cui dall'ex membro delle Spice Girls, Melanie C, sostenendo che sia "complesso" per lo sport cambiare cultura quando sono coinvolti così tanti soldi.
Successivamente all'annuncio della collaborazione per l'inno del mondiale Tukoh Taka, eseguito dalla rapper trinidadiana Nicki Minaj, dal cantante colombiano Maluma e dalla cantante libanese Myriam Fares, i tre artisti sono stati interessati da numerose polemiche per aver scelto di essere pagati per cantare un brano in un Emirato le cui le politiche interne comportano la violazione dei diritti umani. Maluma ha risposto alle polemiche dichiarando: "È una cosa che non posso risolvere; […] non è una cosa in cui devo essere coinvolto. Sono qui a godermi la mia musica e la bella vita, giocando anche a calcio".
Il cantante britannico Robbie Williams ha difeso la scelta di partecipare come ospite all'evento di apertura, affermando: "Naturalmente, non condono alcuna violazione dei diritti umani in nessun luogo. Ma, detto questo, se non condoniamo le violazioni dei diritti umani in nessun luogo, allora sarebbe la tournée più breve che il mondo abbia mai conosciuto. […] Penso che l'ipocrisia stia nel fatto che se prendiamo questo caso in questo posto, dobbiamo applicarlo unilateralmente a tutto il mondo. Quello che stiamo dicendo è: comportatevi come noi, o vi annetteremo alla società. Comportatevi come noi, perché noi abbiamo ragione."
L'attore Morgan Freeman è stato criticato sui social network dalle testate giornalistiche per aver partecipato alla cerimonia di apertura del campionato, facendo riferimento alla performance attoriale di Nelson Mandela nel film dedicato Invictus - L'invincibile. Nel corso del monologo di Freeman numerosi spettatori hanno lasciato lo stadio in segno di protesta.

### Tifoseria a pagamento
Nel 2020, le autorità qatariote hanno avviato il programma Fan Leader Network con lo scopo di coinvolgere i tifosi promettendo loro il pagamento del volo aereo, i biglietti d'ingresso alle partite, l'alloggio e altre spese. Come contropartita era previsto che i tifosi cantassero quando loro richiesto e che segnalassero i post critici nei confronti del Qatar presenti sui vari social media. A seguito delle rivelazioni della stampa internazionale riguardanti il Fan Leader Network, le autorità qatariote hanno deciso di sospendere il pagamento della diaria ai tifosi iscritti al programma.